# Tử Cấm thành (Huế)

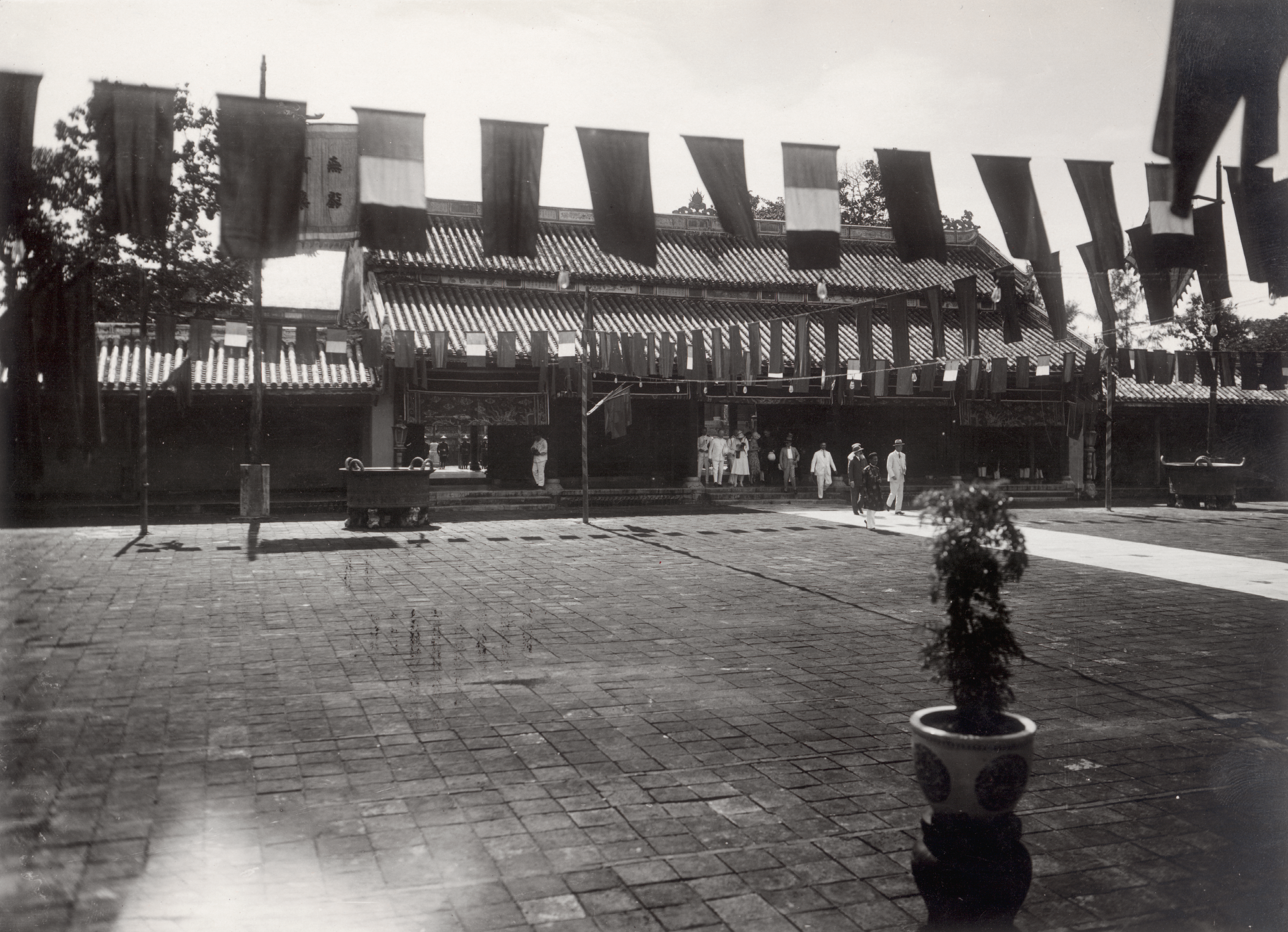
Đại Cung môn nhìn từ điện Cần Chánh. Vua Khải Định đang tiếp các sứ bộ nước ngoài.

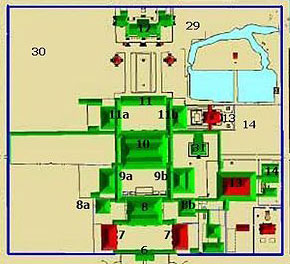
Khu vực Tử Cấm thành
6. Đại Cung môn 7. Tả vu và Hữu vu 8. Điện Cần Chánh 8a. Điện Võ Hiển 8b. Điện Văn Minh 9a. Điện Trinh Minh 9b. Điện Quang Minh 10. Điện Càn Thành 11. Điện Khôn Thái 11a. Viện Thuận Huy 11b. Viện Dưỡng Tâm 12. Lầu Kiến Trung 13. Thái Bình Lâu 14. Vườn Ngự Uyển 29. Ngự Tiền Văn phòng 30. Lục Viện 31. Nhật Thành Lâu.

Tử Cấm thành (chữ Hán: 紫禁城) thuộc quần thể di tích cố đô Huế là trung tâm sinh hoạt hằng ngày của vua và hoàng gia triều Nguyễn. Tử Cấm thành có vị trí sau lưng điện Thái Hòa, được khởi xây năm Gia Long thứ 3 (1804) gọi là Cung thành (宮城) và các vua triều Nguyễn xây dựng thêm. Đến năm Minh Mạng thứ 3 (1822), nhà vua đổi tên là Tử Cấm thành, nghĩa là "Tòa thành cấm màu tía".
Chữ "Tử" (紫) ở đây là màu tím tía, tránh nhầm lẫn với "Tử" trong "Thiên Tử"(天子), Cấm Thành là khu thành cấm dân thường ra vào. Trong Tử Cấm thành có khoảng 50 công trình kiến trúc với quy mô lớn nhỏ khác nhau được phân chia làm nhiều khu vực, tổng số công trình đó biến động qua các thời kỳ lịch sử.

## Kiến trúc
Không gian kiến trúc Hoàng thành và Tử Cấm thành có mối liên quan chặt chẽ với nhau về sự phân bố vị trí của các công trình dựa theo chức năng sử dụng. Tử Cấm thành nằm trong lòng Hoàng thành, cả hai vòng thành này với một hệ thống cung điện ở bên trong thường được gọi chung là Hoàng cung hay Đại Nội.

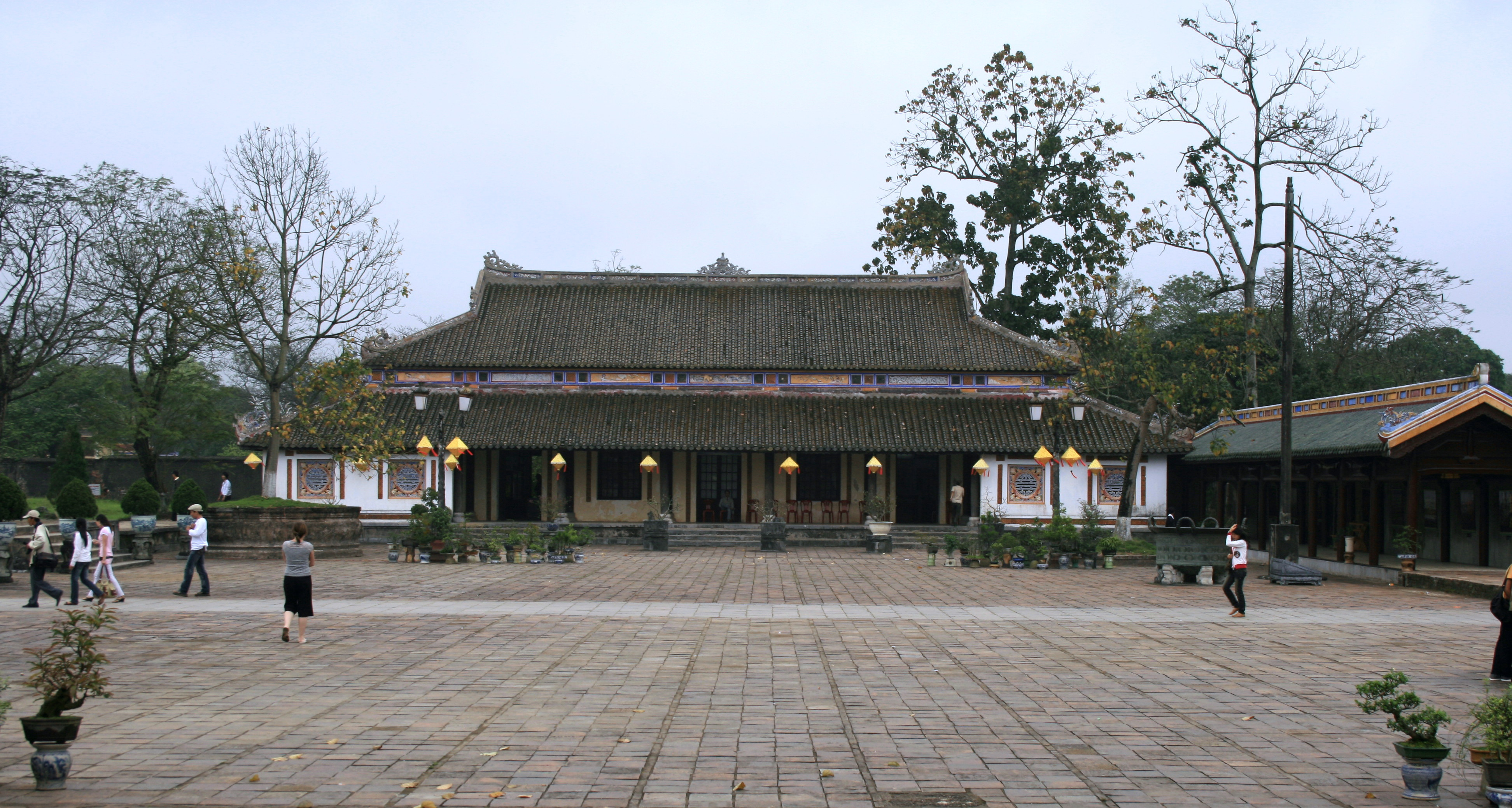
Tả Vu trong Tử Cấm thành, Huế

Xét về bình diện, Tử Cấm thành là một hình chữ nhật có cạnh là 324 x 290,68m, chu vi là 1.229,36m, thành cao 3,72m, dày 0,72m xây hoàn toàn bằng gạch vồ. Về kiến trúc, Tử Cấm thành cũng như Đại Nội có những điểm chính sau:
- Bố cục mặt bằng của hệ thống kiến trúc chặt chẽ và đăng đối. Các công trình đều đối xứng từng cặp qua trục chính (từ Ngọ Môn đến lầu Tứ Phương Vô Sự) và ở những vị trí tiền, hậu; thượng, hạ; tả, hữu; luôn nhất quán (tả văn hữu võ, tả nam hữu nữ, tả chiêu hữu mục). Con số 9 và 5 được sử dụng nhiều trong kiến trúc vì theo Dịch lý, con số ấy ứng với mạng thiên tử.
- Bố cục của hệ thống Hoàng cung biểu hiện rõ tư tưởng độc tôn quân quyền. Tử Cấm thành là một tiểu vũ trụ của hoàng gia, trong đó đầy đủ mọi tiện nghi sinh hoạt: ăn ở, làm việc, học tập, nghỉ ngơi, giải trí, điện Càn Thành là nơi vua ăn ngủ tọa lạc tại trung tâm của vũ trụ đó.

Tử Cấm thành có 7 cửa: nam là Đại cung (Đại Cung môn) kết cấu hoàn toàn bằng gỗ, lợp ngói hoàng lưu ly; đông là cửa Hưng Khánh và cửa Đông An, về sau lấp cửa Đông An, mở thêm cửa Duyệt Thị ở phía đông Duyệt Thị Đường, ở mặt này cũng mở thêm cửa Cấm Uyển nhưng rồi lại lấp; tây là cửa Gia Tường và Tây An; bắc là cửa Tường Loan và Nghi Phụng (trước năm 1821 mang tên Tường Lân), dưới thời Bảo Đại, sau khi xây lầu Ngự Tiền Văn phòng mở thêm cửa Văn phòng.
Bên trong Tử Cấm thành bao gồm hàng chục công trình kiến trúc với quy mô lớn nhỏ khác nhau, phân chia làm nhiều khu vực. Đại Cung môn là cửa chính vào Tử Cấm thành được xây vào năm 1833. Sau Đại Cung môn là một sân rộng rồi đến điện Cần Chánh, là nơi vua làm việc và thiết triều. Cách bố trí, sắp đặt trong điện Cần Chánh cũng tương tự điện Thái Hòa, gian giữa đặt ngai vua, tả hữu treo bản đồ thành trì các tỉnh.
Hai bên điện Cần Chánh có nhà Tả Vu và Hữu Vu là nơi các quan ngoài chờ và sửa sang, chỉnh đốn quan phục trước khi thiết triều. Chái bắc Tả Từ Vu là viện Cơ Mật, chái nam là phòng Nội Các, nơi đây tập trung phiến tấu của các Bộ, nha trình vua ngự lãm. Sau lưng điện Cần Chánh trở về bắc là phần Nội Đình là khu vực ăn ở, sinh hoạt của vua và gia đình cùng những người phục vụ. Điện Càn Thành là nơi vua ở, trước điện có cái sân rộng, ao sen và bức bình phong chắn điện Càn Thành và điện Cần Chánh.
Cung Khôn Thái nằm ở phía bắc điện Càn Thành, bao gồm điện Khôn Thái, điện Trinh Minh... là nơi ăn ở sinh hoạt của các phi tần nội cung. Nguyên dưới triều Gia Long tên là cung Khôn Đức, đến triều Minh Mạng thứ 14 (1833), vua đổi tên là Khôn Thái.
Sau cung Khôn Thái là lầu Kiến Trung, trước đây là lầu Minh Viễn do Minh Mạng làm năm 1827, lầu có 3 tầng cao 10.8m, lợp ngói hoàng lưu ly, trên lầu có kính viễn vọng để vua quan sát cảnh từ xa. Năm Tự Đức thứ 29, lầu Minh Viễn bị triệt giải, đến năm 1913, vua Duy Tân cho làm lại lầu khác theo kiểu mới gọi là lầu Du Cửu. Năm Khải Định thứ nhất (1916), cải tên lại là lầu Kiến Trung.

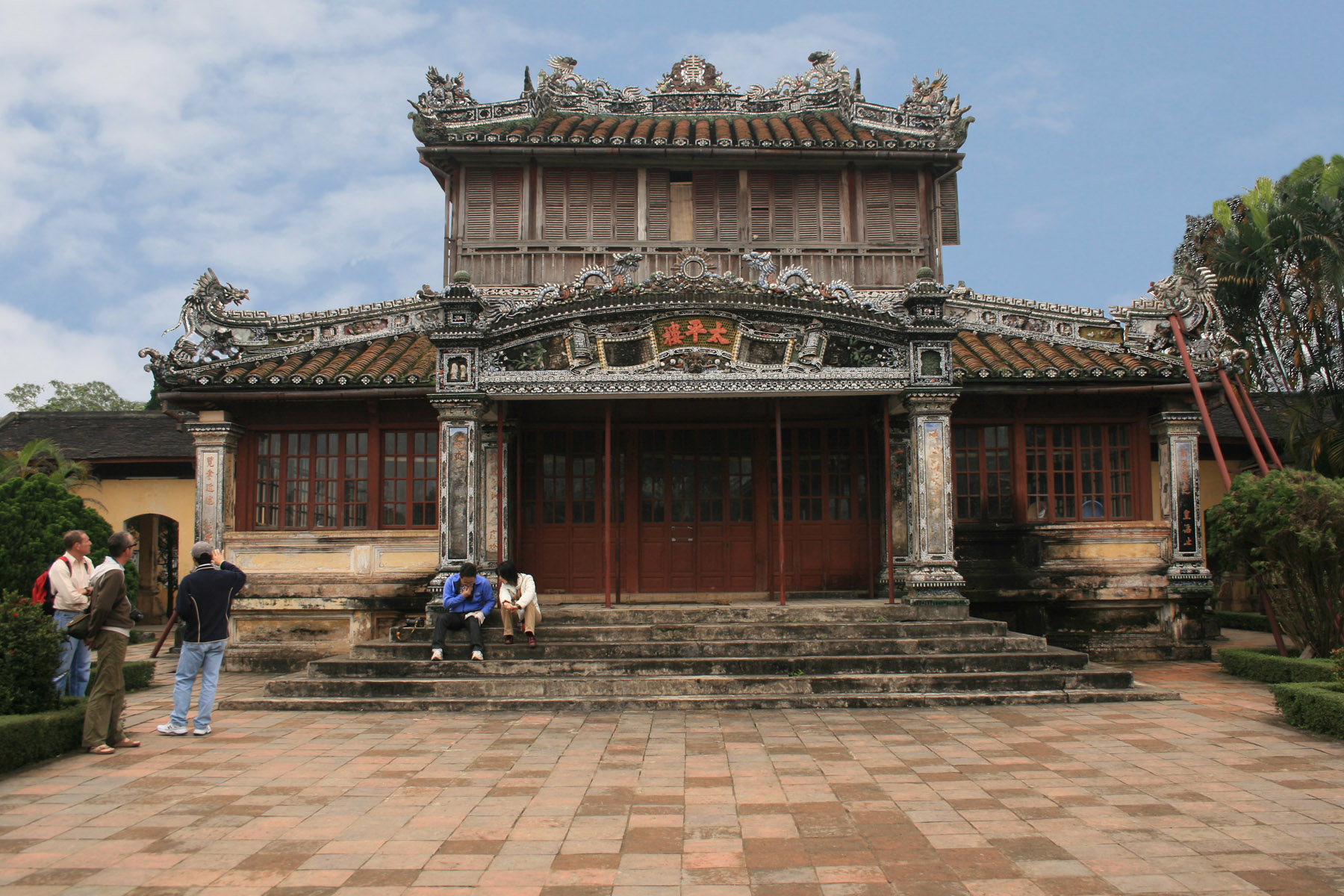
Thái Bình Lâu, nơi vua đọc sách

Ngoài những công trình chính trên được sắp đặt trên một đường thẳng sau cửa Đại Cung, Tử Cấm thành còn có những cung điện, lầu tạ khác hai bên tả hữu là khu vực phục vụ việc ăn uống, sức khỏe và giải trí của vua và hoàng gia như: Thượng Thiện đường, Thái Y viện, Duyệt Thị Đường, vườn Thiệu Phương, vườn Ngự Uyển, gác Đông Các, Tu Khuê tơ lầu, điện Quang Minh (chỗ ở của Đông Cung hoàng tử), điện Trinh Minh, viện Thuận Huy, Duyệt Thị đường, lục viện... Ngoài ra, còn có một số công trình kiến trúc khác dành cho tín ngưỡng tâm linh như chùa thờ Phật, miếu thờ trời, tinh tú và Quan Công.

## Đời sống trong Tử Cấm thành

### Hoàng Đế
Làm việc
Hoàng đế làm việc tại chái đông điện Cần Chánh. Bên trong chái lót ván và trải chiếu hoa, xung quanh là cửa kính. Hoàng đế làm việc một mình, có vài thị nữ đứng hầu để lo mài son, thắp thuốc, dâng trà hay đi truyền lệnh vua. Chương sớ trong ngoài dâng lên nếu không quan trọng thì điện dụ cho các nha nghị chỉ phê phát, việc quan trọng thì nghị soạn bối chỉ, hoặc giao bản thảo, hoặc châu phê. Điện Cần Chánh là nơi vua tổ chức lễ thiết triều, ngoài ra là nơi Hoàng đế triều Nguyễn tiếp đón các sứ bộ quan trọng hay tổ chức các buổi tiệc tùng trong những dịp khánh hỷ.
Ăn và ngủ
Tác giả Tôn Thất Bình trong "Đời sống trong Tử Cấm thành" ghi lại:

Vua Khải Định đang ngự thiện (dùng cơm) bữa trưa

Điện Càn Thành là nơi Hoàng đế ăn ngủ. Thường lệ Hoàng đế ăn mỗi ngày 3 bữa vào lúc 6h30; 11h và 17h, thức ăn do đội Thượng Thiện nấu. Thực đơn mỗi bữa chính gồm 50 món khác nhau, đời Hoàng đế Khải Định lại chỉ có 35 món, mỗi món do một đầu bếp phụ trách, thức ăn đựng trong một bình kín, ngoài có nhãn ghi tên món ăn. Theo tiền lệ, Hoàng đế chỉ ăn một mình và có 5 cung nữ phục vụ, riêng Hoàng đế Duy Tân là Hoàng đế đầu tiên phá lệ này, Hoàng đế cho phép vợ là bà Mai Thị Vàng cùng ăn chung mâm, Hoàng đế Bảo Đại cùng ăn chung với Nam Phương hoàng hậu và các hoàng tử, công chúa.
Hàng ngày, có 30 cung nữ được chọn để phục dịch Hoàng đế, họ chia nhau canh gác xung quanh hậu cung và chỉ có năm người luôn ở cạnh Hoàng đế, luân phiên săn sóc, trang điểm, thay quần áo, chải chuốt móng tay, xức dầu thơm, vấn khăn lụa..., 5 cung nữ này cũng là người lo hầu cơm nước cho Hoàng đế. Khi Hoàng đế "ngự ngơi" (nghỉ về ban ngày), 5 người này có phận sự riêng như quạt hầu, đấm bóp, têm trầu, vấn thuốc... một cung nữ chực đợi Hoàng đế sai gì thì làm ngay và một cung nữ hát nhè nhẹ để ru Hoàng đế ngủ.
Tiêu khiển
Hoàng đế Tự Đức thường chơi đầu hồ tại điện Cần Chánh, Hoàng đế Duy Tân thì thường chơi đánh "lũ" với các cô em của bà phi. Thi thoảng vào chiều Chủ Nhật, Hoàng đế Duy Tân lại cưỡi ngựa ra khỏi Tử Cấm thành ra tận các của thành như là Thượng Tứ, Nhà Đồ... Hoàng đế Thiệu Trị lại ưa danh lam thắng cảnh núi non, Hoàng đế Minh Mạng lại ưa vùng biển, còn Tự Đức lại thích săn bắn...
Các Hoàng đế triều Nguyễn thích xem hát bội (hát tuồng), Hoàng đế Minh Mạng cho xây Duyệt Thị Đường trong Tử Cấm thành vào năm 1826, đây là nhà hát có quy mô lớn nhất trong các nhà hát tại hoàng cung. Để phục vụ riêng cho vua và hoàng phi xem hát tuồng, điện Cao Minh Trung Chính (dựng năm Gia Long thứ 3, 1804) đã dành hiên phía đông của điện để làm nơi biểu diễn gọi là "viện Tĩnh Quan". Hoàng đế Thành Thái là người thường xem diễn tuồng nơi đây, Hoàng đế không chỉ là người đánh trống chầu giỏi mà đôi lần, Ngài còn lên sân khấu để diễn tuồng với vai "Thạch Giải" (tuồng Xảo Tống).

### Hậu phi
Trong Tử Cấm Thành, điện Khôn Thái từng là nơi ở của Thừa Thiên Cao Hoàng hậu, từ sau khi Vua Hiệp Hòa cho đón mẹ ruột Trương Thị Thận vào với tư cách Hoàng thái phi, thì không còn Hậu phi triều Nguyễn nào trú tại đây nữa. Điện chính của Khôn Thái là điện Cao Minh Trung Chính được xây năm 1804 tức năm Gia Long thứ 3, chính tịch 7 gian, Tiền tịch và Hậu tịch đều 9 gian, điện làm theo kiểu "trùng thiềm trừng lương", lợp ngói âm dương. Điện Khôn Thái ở vị trí ngay sau lưng điện Càn Thành.
Về cơ bản, Hậu phi triều Nguyễn được chia trong khu vực 6 viện sở, được gọi là Lục viện (六院), bao gồm: Thuận Huy viện (順徽院); Đoan Thuận viện (端順院); Đoan Hòa viện (端和院); Đoan Huy viện (端徽院); Đoan Trang viện (端莊院) và Đoan Tường viện (端祥院). Từng có hiểu lầm phổ biến trong thời gian dài rằng các viện sẽ là nơi ở cố định của một cấp, rồi điện Trinh Minh dành cho tước Phi,... đây đều xuất phát từ "Thân phận và nếp sống các bà trong nội cung nhà Nguyễn" của Phan Văn Dật trên Số 16 (T.12-1985) của Tạp chí sông hương, về sau được các tác giả khác đưa vào dẫn chứng. Thực tế rằng, các phi tần ở Nội đình đều chia nhau ra sống trong Lục viện, bất kể giai cấp hay địa vị. Điều này thể hiện không chỉ qua việc Nội vụ phủ cung cấp đồ cho Nội đình chỉ vỏn vẹn "6 viện", lễ sách phong cung giai cũng đề cập chuyện "cầm cờ Tiết đến các Quý viện theo nghi lễ", mà còn thông qua bài phỏng vấn trực tiếp Diệu phi Mai Thị Vàng trên Tạp chí Sông Hương vào năm 1936.
Cuộc sống, công việc của các Hậu phi trong Tử Cấm Thành tương đối nhàn hạ, no đủ về vật chất tuy nhiên địa vị phụ thuộc cấp bậc của mình và sự yêu mến của nhà Vua. Trong thời gian mới thu nhận vào Tử Cấm Thành, họ phải tập trung học mọi phép tắc, luật lệ, nghệ thuật xử thế, các điều cấm kị, học nghệ thuật phục vụ nhà Vua, ăn nói đi đứng cũng đều là những chuyện cần chú ý. Các Hậu phi may mắn được phục vụ và được nhà Vua yêu mến sẽ được tấn phong đến chức Cung giai cao nhất, tuy nhiên số này hiếm hoi, phần đông phải chịu thân phận bỏ rơi trong Lục viện. Kể từ khi được tuyển hay tiến cung, các Hậu phi không được gặp cha mẹ, người thân trừ một vài trường hợp đặc biệt được nói chuyện với mẹ qua bức màn sáo che, còn người cha phải đứng ngoài sân. Khi xưa, "Đưa con vô nội" là câu nói người Huế với hàm ý như đã mất con rồi. Trong triều Nguyễn, có 2 lần Hậu phi được thoát khỏi Tử Cấm thành, lần thứ nhất vào năm Minh Mạng thứ sáu (triều đình cho ra 100 người để giải trừ thiên tai) và năm 1885, khi kinh đô thất thủ, tất cả cung phi đều chạy thoát ra khỏi Hoàng Thành tránh nạn binh đao, phần lớn trở về nhà với cha mẹ còn một số sau đó quay lại Hoàng Thành phục vụ,.

### Thái giám

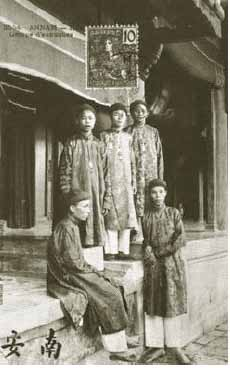
Thái giám triều Nguyễn

Trong Tử Cấm thành, thái giám lo việc tổ chức quản lý cung tần mỹ nữ nơi hậu cung. Công việc của họ là hầu hạ nhà vua trong các việc liên quan đến chuyện gối chăn, thái giám lo sắp xếp thứ tự, lên danh sách các phi tần và sắp xếp giờ để vua gặp gỡ, ghi chép lại danh tánh các bà phi đó cùng với giờ giấc, ngày tháng cẩn thận để sau này nếu bà phi có con với vua sẽ được xác nhận. Một số thái giám khác được điều sang phục dịch, hầu hạ các cung phi goá bụa của vua đời trước tại các lăng tẩm nhưng chố ăn, ở và phục dịch thường xuyên của họ vẫn là Tử Cấm thành. Để phân biệt, thái giám được cấp trang phục riêng bằng lụa xanh dệt hoa trước ngực, đội một thứ mũ cứng hoặc khăn đóng. Khi sống, họ lo phục dịch trong Tử Cấm thành hoặc lăng tẩm, khi già yếu, họ buộc phải rời Đại Nội, ra dưỡng bệnh hoặc nằm chờ chết tại một tòa nhà ở phía bắc Hoàng thành, đó là cung Giám Viện.

## Lễ nghi và yến tiệc
Trong Tử Cấm thành, điện Cần Chánh là nơi vua làm việc, dự Thiết Thường Triều hay tổ chức lễ Khánh thọ đại khánh, lễ Khải Hoàn, sách phong cung giai... Triều Nguyễn còn đặt ra nhiều yến tiệc với những lễ nghi, quy chuẩn rất phong phú và cụ thể để mừng một dịp tiết lễ hay một sự kiện trong thời trị vị của các vua, vừa để ban thưởng cho những hoàng thân quốc thích hay những bề tôi có công giúp thiết lập vương triều phong kiến trong việc "bình hồ, trị quốc".
Yến tiệc thời Nguyễn gồm hai hình thức: dự lễ ăn yến và được ban thưởng tặng vật. Người được dự yến phải là hoàng thân quốc thích, quan lại có phẩm hàm cao và những người đã lập nhiều công trạng hay đỗ đạt cao trong khoa cử. Tùy theo triều vua và tùy theo tính chất của từng cuộc lễ mừng mà thành phần tham dự yến tiệc có sự thay đổi. Theo sách Khâm định Ðại Nam hội điển sự lệ thì triều Nguyễn tổ chức 2 hình thức yến tiệc:
Thứ nhất là yến tiệc được tổ chức định kỳ vào các dịp lễ tiết và triều hội trong năm. Thuộc vào loại thứ nhất là yến tiệc được tổ chức vào các tiết: Nguyên đán (mồng 1 tháng Giêng âm lịch), Ðoan dương (mồng 5 tháng 5 âm lịch), Trùng dương (mồng 9 tháng 9), Ðông chí (ngày 22 tháng Chạp), Vạn thọ (mừng sinh nhật của vua), Vạn thọ đại khánh (mừng thọ vua vào những năm chẵn như Tứ tuần đại khánh, Ngũ tuần đại khánh... ), Thánh thọ (mừng sinh nhật hoàng thái hậu), Thiên xuân (mừng sinh nhật thái tử), Thiên thu (mừng thọ hoàng quý phi); hoặc trong các dịp triều hội nhân dịp: hoàn thành lễ tịch điền, vua ngự chính điện lần đầu trong một năm, khánh thành cung điện mới; hoàn tất lễ thăng phối (đăng quang) hoặc lễ tấn tôn (tôn tân vương lên ngai vàng)...
Thứ hai là yến tiệc được tổ chức nhân một sự kiện quan trọng nào đó vừa diễn ra là yến tiệc được tổ chức sau lễ chia ngành họ, cho bộ tên cho các hoàng thân và con cháu của họ (dựa theo bài Đế hệ thi và 10 bài Phiên hệ thi do vua Minh Mạng đặt ra), yến tiệc khi đúc xong Cửu đỉnh (1837), yến tiệc khi mở Sử quán để làm sử cáo thành, yến tiệc khi khai giảng ở Kinh diên.
Lễ Thiết Thường Triều (Thường Triều)
Triều đình ấn định vào một tháng 4 lần đặt lễ Thường Triều ở điện Cần Chánh, quan từ ngũ phẩm trở lên mặc áo mũ thường triều vào lạy chầu. Tuy nhiên, định kỳ thường triều này về sau có thể thay đổi theo từng đời vua. Cụ thể, từ thời vua Tự Đức và các vua Hàm Nghi, Đồng Khánh, Thành Thái, Duy Tân, Khải Định khi có việc trọng đại vua mới ngự ở điện Cần Chánh.
Năm Gia Long thứ 5 (1806) ấn định phiên thường triều vào những ngày mồng 5, 10, 20, 25 đặt thường triều ở điện Cần Chánh, các quan từ Tứ phẩm trở lên mặc áo mũ thường triều vào lạy chầu . Định kỳ thường triều có thể thay đổi theo từng thời kì trị vị. Sách Đại Nam thực lục chính biên ghi chép vào năm Minh Mạng thứ 17 (1836): “đặt Lễ Thường triều ở điện Cần Chánh. Theo lệ trước, mỗi tháng có hai lần đại triều vào mồng 1 với ngày rằm và mỗi tháng có 4 lần thường triều (ngày mồng 5, ngày 25; ngày 11, ngày 21). Bộ Lễ đều theo kỳ hạn, làm thẻ bài đưa mời trước. Sau vì thấy phiền phức, mới ra lệnh: phàm những ngày đại triều và thường triều nếu không phải vì có việc cần thiết phải thiết triều thì miễn”
Trong Lễ Thường triều, vua và quan đều mặc phẩm phục thường triều, vua không ngồi trên ngai vàng mà ngồi trên sập sơn son thiếp vàng đặt tại gian giữa của điện Cần Chánh, quan văn võ từ ngũ phẩm trở lên mới được tham dự và sắp hàng ngoài sân theo thứ lớp, cấp lớn đứng trước, cấp nhỏ đứng sau, quan văn bên trái, quan võ bên phải, theo sự đánh dấu của bia đá nhỏ, ghi phẩm trật, cắm trên sân điện gọi là phẩm sơn, được đặt ở đầu hàng từng phẩm, để trông đó đứng vào hàng, theo thứ tự. Các quan có cùng phẩm trật thì người được thăng trật trước sẽ đứng trước. Các Hoàng thân tước Vương và tước Công, các Hoàng tử, được sắp hàng bên trong điện, gần cửa ra vào, theo thế thứ trên dưới trong họ chứ không theo tước vị. Quan viên hướng về chỗ vua ngồi chủ tọa thường triều, lạy năm lạy và vái ba vái.. 
Tiệc yến Tết Nguyên đán
Tổ chức vào ngày mồng 1 Tết ở điện Cần Chánh và Tả Vu, Hữu Vu  quan văn Sau yến tiệc, mỗi người đều được thưởng một đồng tiền vàng hay bạc tùy theo thứ bậc.
Tiệc yến tết Đoan dương (Đoan ngọ)
Ở Việt Nam, Tết Đoan ngọ (hoặc Đoan dương) còn được dân gian gọi bằng tên dân dã hơn là Tết diệt sâu bọ, vì trong giai đoạn chuyển mùa, chuyển tiết, dịch bệnh dễ phát sinh. Vào ngày này, dân gian có nhiều tục phòng trừ dịch bệnh. Dưới triều Nguyễn, tiết Đoan dương cùng với Nguyên đán, Vạn thọ là ba tiết lớn nhất trong năm, được tổ chức với nghi thức long trọng nhất, điều đó cho thấy các vua triều Nguyễn rất coi trọng đến chăm lo đời sống, sức khỏe, công việc đồng áng của nhân dân.
Tổ chức sau tết Đoan dương (5 tháng 5 âm lịch) một ngày tại điện Cần Chánh và Tả Vu, Hữu Vu, ban cho các quan văn từ chánh ngũ phẩm trở lên; quan võ từ chánh tứ phẩm trở lên. Tặng phẩm ban thưởng sau yến tiệc là trà, quả hộp, khăn mặt, quạt bằng tre hoa tùy theo thứ bậc.
Trước ngày Lễ Đoan ngọ, Phủ Tôn nhân và Bộ Lễ phụng phái cử Hoàng tử, Hoàng thân sung nhiếp tế, thừa tế tiến hành làm tế tại các miếu, điện nhân dịp Tết Đoan dương [4] và ngày chính lễ trên các kỳ đài tại Kinh đô đều treo cờ vàng [5].
Nghi thức của tế lễ Tết Đoan ngọ trong hoàng cung được thực hiện nghiêm trang và chặt chẽ, nhà Vua ngự mũ cửu long, áo hoàng bào, đai ngọc cúng ở Thái miếu hoặc Thế miếu, rồi sau đó thay thường phục đến chầu cung Gia Thọ làm lễ để bày tỏ tấm lòng của người con. Trong ngày chính tiết, Hoàng thân và bách quan đứng ở sân điện Thái Hòa dâng biểu chúc mừng; các quan địa phương đứng chầu theo ban ở hành cung[6].
Tuy nhiên, những năm có quốc tang, chiến tranh và bệnh dịch thì nghi lễ có một số điều chỉnh. Năm 1859, Vua Tự Đức ban dụ cho Nội các thay đổi nghi thức tiến hành tế lễ vào ngày Tết Đoan ngọ: “Lần này Trẫm nghĩ rằng ngày qua biên phòng chưa yên, tướng sĩ của ta vâng mệnh đi chinh chiến không được dự phần chúc mừng. Vả lại, vì dịch bệnh vừa lui nhân dân chưa được yên vui như thường. Nên việc Trẫm ngự điện nhận chúc mừng lần này tạm ngừng” [8].
Lễ Đoan ngọ xong, nhà Vua ngự điện Thái Hòa nhận lễ chúc mừng và ban yến tiệc có mức độ khác nhau cho Hoàng tử, Hoàng tôn, Hoàng thân cùng văn từ chánh ngũ phẩm, võ từ chánh tứ phẩm trở lên, ăn yến ở điện Cần Chính và hành lang 2 bên tả hữu. Bản tấu của Thị vệ xứ ngày mồng 1 tháng 5 năm Tự Đức thứ 11 (1858) ghi chép việc thưởng vật phẩm cho các Hoàng thân và bách quan: “Phụng xét vào tết lành Đoan dương, các Thân phiên, Hoàng thân công, Quốc công, Quận công, Hoàng thân vâng theo chỉ đều được thưởng quạt trà, quả, khăn” [9].
Tiệc yến tiết Vạn Thọ
Nhân sinh nhật vua hàng năm, triều đình ban yến trước một ngày chợ thân phiên, hoàng thân và quan văn tòng ngũ phẩm, quan võ tòng chánh tứ phẩm trở lên ở điện Cần Chánh và hai nhà Tả Vu, Hữu Vu. Ngày chính tiệc thì ban yến cho quan văn chánh lục phẩm, quan võ chánh ngũ phẩm và ủy viên ở Viện Đãi Lậu. Tùy theo thứ bậc mà tặng thêm đồ vật: đồng tiền vàng bạc, khánh vàng, bạc hoặc hầu bao bằng gấm. Sau lễ yến, còn mời đến Thanh Phong Các xem trò vui.
Tiệc yến tiết Vạn thọ đại khánh

Quang cảnh lễ Tứ Tuần Đại Khánh vua Khải Định vào tháng 9-10 năm 1924 tại sân điện Cần Chánh

Đây là yến tiệc lớn nhất mà triều đình tổ chức để mừng thọ nhà vua nhân các dịp tròn năm (tứ tuần, ngũ tuần...). Nhà vua ban yến cho hoàng tử, thân công, bách quan, văn võ ở Lục Bộ, phủ Nội vụ, Võ Khố, viện Hàn Lâm, Thái Thường tự và Quang Lộc tự (thuộc Lục Tự), hàm từ chánh thất phẩm trở lên; Từ Tế, Khâm Thiên Giám, Tào Chính, Thương Bạc, Thái Y , Quốc Tử Giám, Hộ Thành binh mã từ chánh lục phẩm trở lên; võ từ suất đội trở lên... , hoàng thân và quan văn hàm tòng ngũ phẩm, quan võ hàm tòng tứ phẩm trở lên ở điện Cần Chánh và hai nhà Tả Vu, Hữu Vu. Riêng các ấm sinh ở Quốc Tử Giám thì cũng được dự yến ở Duyệt Thị Đường.Tùy theo thứ bậc mà tặng thêm đồ vật: đồng tiền vàng bạc, khánh vàng, bạc hoặc hầu bao bằng gấm. Sau lễ yến, còn mời đến gác Thanh Phong xem trò vui. Đến thời Thiệu Trị, năm 1846, lễ Tứ tuần đại khánh của nhà vua gặp vào năm có tháng nhuận, tổ chức đến hai lần. Quan lớn thì ăn yến ở sân rồng; quan ở xa không về dự thì được tặng quà bằng lụa và bạc. Dân kỳ lão 70 tuổi trở lên, nếu ở kinh thì cho ăn yến trong ba ngày; ở các tỉnh thì cho ăn yến một ngày.
Tiệc yến tiết Trùng dương
Hàng năm, nhân tiết Trùng cửu (ngày 9 tháng 9 Âm lịch), vua ban yến tiệc ở cho thân phiên và hoàng thân, các quan văn từ tứ phẩm, ấn quan; võ từ tòng nhị phẩm, đình nghị trở lên; cùng các tôn tước quận công, thống chế đến chầu tại Tả Vu và Hữu Vu, lại thưởng cho đồng tiền vàng hoặc bạc; cái bàn bằng gỗ đào có khắc bốn chữ: "tị ác diên thọ" (trừ cái xấu để dài tuổi thọ), cờ đuôi nheo có chữ cát tường, cái túi đựng thuốc thù du và cái kim có quấn chỉ ngũ sắc. Sau yến tiệc, vua chuẩn cho các thân công, đình thần theo chân lên núi Ngự Bình. Đến thời vua Thiệu Trị, ngoài núi Ngự Bình, nhà vua còn sai sắm xa giá lên gác Hải Tĩnh Niên Phong để thưởng lãm.
Tiệc yến hoàn thành lễ tịch điền
Vào mùa xuân, triều đình thường tổ chức lễ diễn canh, sau đó đích thân nhà vua sẽ xuống ruộng cày để khuyến nông và cầu cho mùa màng được phong đăng hòa cốc. Sau lễ ấy nhà vua trở về vườn Thường Mậu, ban yến một lần cho thân phiên, hoàng thân, quan văn từ tòng tứ phẩm, quan võ từ hiệp quản trở lên. Sau đó lại thưởng thêm sa, đoạn cho họ, tùy theo thứ bậc để thưởng nhiều hay ít.
Tiệc yến mở Sử quán để làm sử cáo thành
Năm 1821, vua Minh Mạng cho dựng Quốc sử quán để biên soạn quốc sử, thực lục. Nhà vua gia ân ngày 6 tháng 5 âm lịch là ngày mở sử nên ban yến một lần. Những viên chức công tác trong Quốc sử quán không được dự yến thì được ban thưởng theo thứ bậc.

## Tình trạng sau năm 1945

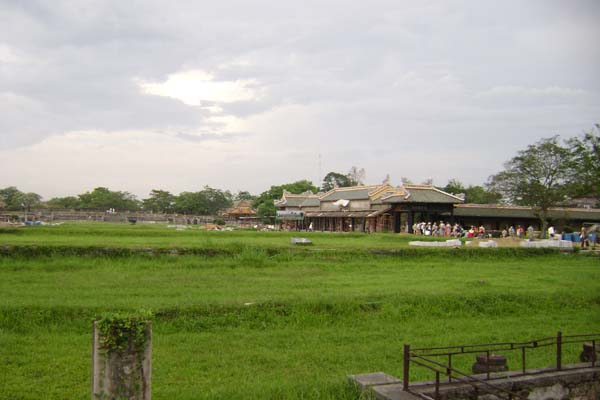
Tử Cấm Thành Huế bị hư hỏng nặng nề sau Sự kiện Mậu Thân 1968, hiện nay chỉ còn nhiều phế tích

Tử Cấm thành và cả Hoàng thành Huế nói chung bị thiệt hại nặng bắt đầu với tiêu thổ kháng chiến của Việt Minh sau khi quân đội Pháp tái chiếm Đông Dương. Từ trước ngày 19 Tháng Chạp năm 1946 điện Kiến Trung, điện Cần Chánh, cung Càn Thành, và nhiều dinh thự khác bị Việt Minh triệt hạ hoàn toàn. Đến nửa đêm 19 thì lực lượng Việt Minh đặt mìn giật sập cầu Tràng Tiền để cản đường quân Pháp.
Hơn 20 năm sau trong "Chiến dịch Mậu Thân 1968", quân đội Mặt trận Dân tộc Giải phóng miền Nam Việt Nam đã chiếm thành Huế và giao tranh dữ dội với Quân đội Hoa Kỳ và Quân lực Việt Nam Cộng hòa trong 25 ngày làm Kinh thành Huế thêm hư hại nặng, đặc biệt là khu vực Tử Cấm thành.

## Các di tích bên trong Tử Cấm thành
Hiện nay (5/2008), khu vực Tử Cấm Thành nhiều công trình đã bị san phẳng chỉ còn là phế tích. Năm 2006, Nhà nước cho trùng tu một số hạng mục công trình trong Tử Cấm Thành với kinh phí lên đến 82,7 tỷ đồng, dự kiến hoàn thành vào dịp Festival Huế 2008.

#### Tả Vu và Hữu Vu

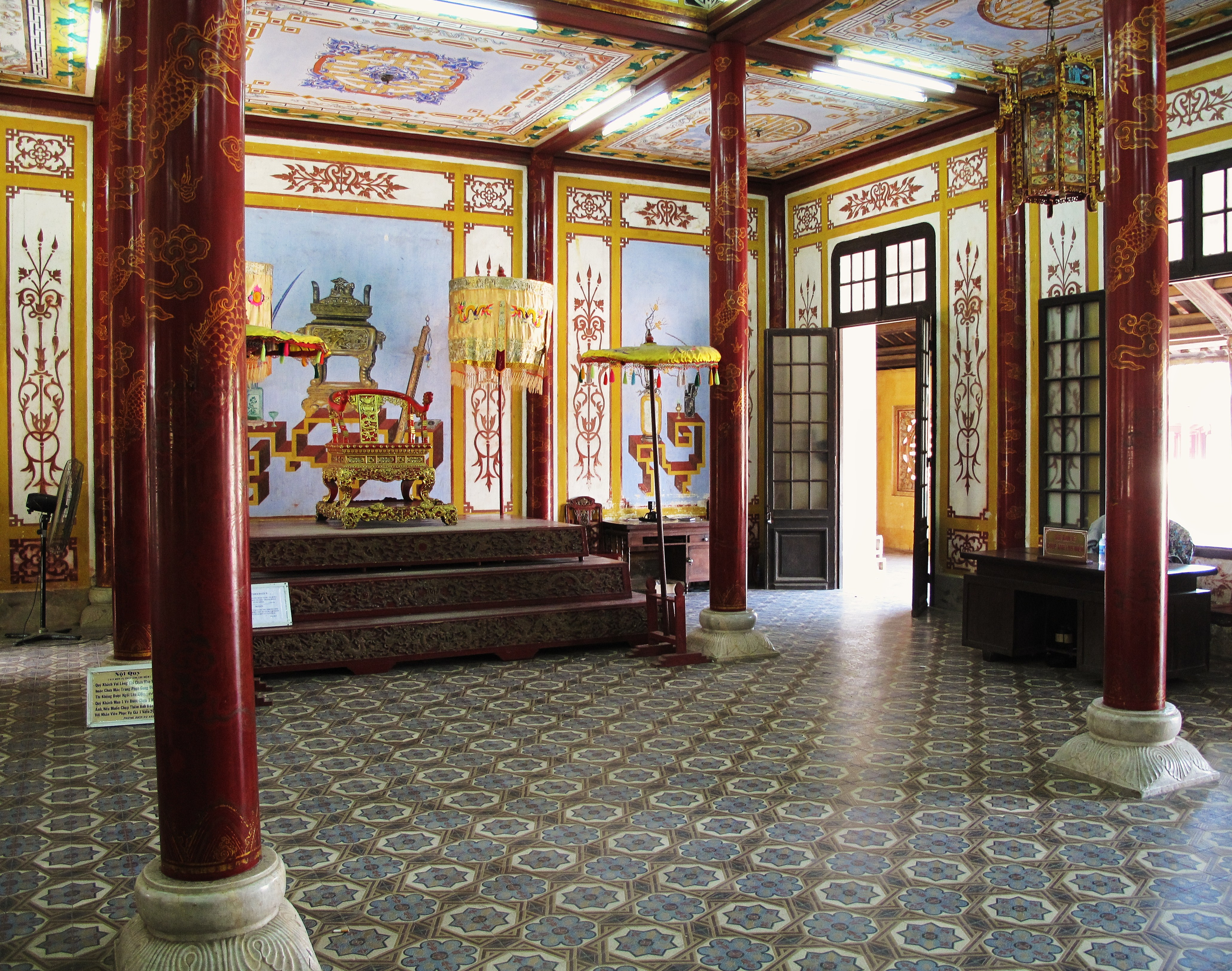
Bên trong Hữu Vu.

Tả Vu và Hữu Vu được xây dựng vào đầu thế kỷ 19, và cải tạo vào năm 1899. Tả Vu là toà nhà dành cho các quan văn, còn Hữu Vu là toà nhà dành cho các quan võ; đây là nơi các quan chuẩn bị nghi thức trước khi thiết triều, nơi làm việc của cơ mật viện, nơi tổ chức thi đình và yến tiệc. 

#### Vạc đồng

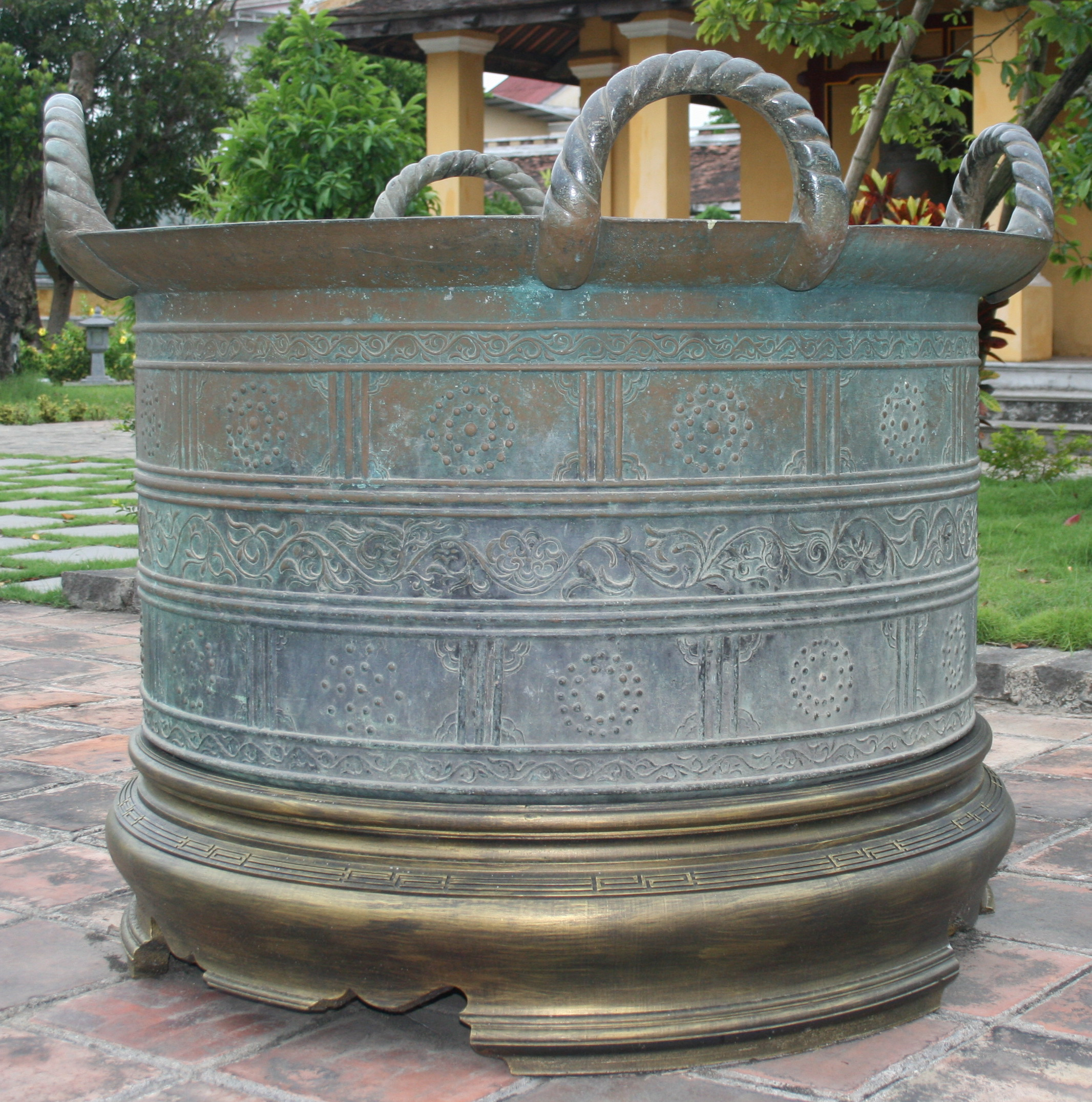
Một chiếc vạc tại Điện Long An

Tại cố đô Huế hiện còn lưu giữ và trưng bày 15 chiếc vạc đồng là những tác phẩm nghệ thuật thể hiện trình độ kỹ thuật đúc và mỹ thuật tuyệt vời. Trong số đó, 11 chiếc được đúc từ thời các chúa Nguyễn, còn 4 chiếc được đúc vào thời Minh Mạng.

#### Điện Kiến Trung
Điện Kiến Trung trong Tử Cấm thành (Huế) được vua Khải Định cho xây vào năm 1921-1923 cùng thời gian với xây lăng để làm nơi sinh hoạt của vua trong hoàng cung. Sau này, vua Bảo Đại cho tu sửa lại điện, tân trang các tiện nghi Tây phương và cùng hoàng hậu Nam Phương dọn về ở tại đây.

#### Điện Cần Chánh

Điện Cần Chánh

Điện Cần Chánh trong Tử Cấm thành (Huế), được xây dựng năm Gia Long thứ 3 (1804), sau còn được tu bổ nhiều lần. Điện là nơi vua thiết triều, thường tiếp sứ bộ ngoại giao, tổ chức yến tiệc của hoàng gia và triều đình của triều Nguyễn, hiện nay đã trở thành phế tích do bị phá huỷ từ năm 1947. 

#### Thái Bình Lâu
Thái Bình Lâu được vua Khải Định cho xây dựng vào năm 1919, đến năm 1921 thì hoàn thành, là nơi để nhà vua có thể nghỉ ngơi lúc rảnh rỗi, cũng là chỗ để nhà vua đọc sách, viết văn, làm thơ, thư giãn.

#### Duyệt Thị Đường
Duyệt Thị Đường được xây dựng vào năm Minh Mạng thứ 7 (năm 1826) nằm bên trong Tử Cấm Thành, là một nhà hát dành cho vua, hoàng thân quốc thích, các quan đại thần xem biểu diễn các vở tuồng. Đây được xem là nhà hát cổ nhất của ngành sân khấu Việt Nam. Từ năm 2004, Duyệt Thị Đường được Trung tâm bảo tàng di tích cố đô Huế khôi phục và đưa vào hoạt động biểu diễn nhã nhạc cung đình Huế phục vụ khách du lịch.

## Các công trình bên trong Tử cấm thành

### Đại Cung môn

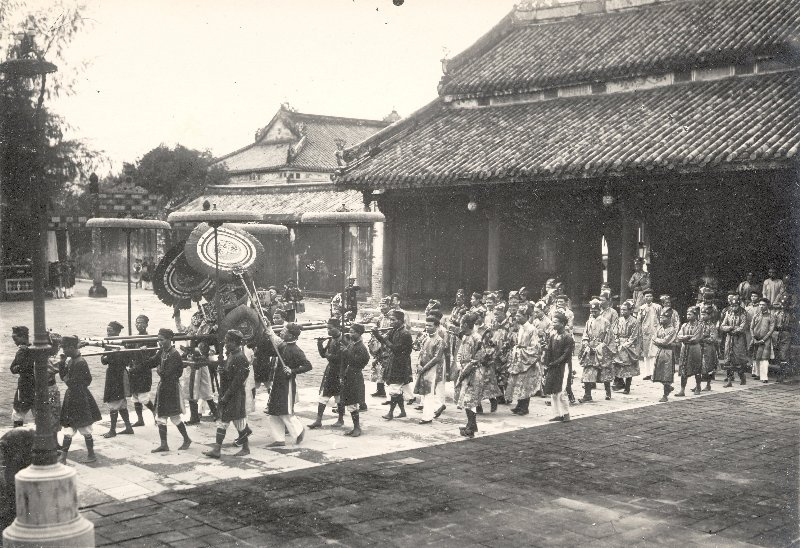
Cảnh rước vua Bảo Đại từ Đại Cung môn sang điện Thái Hòa, năm 1926.

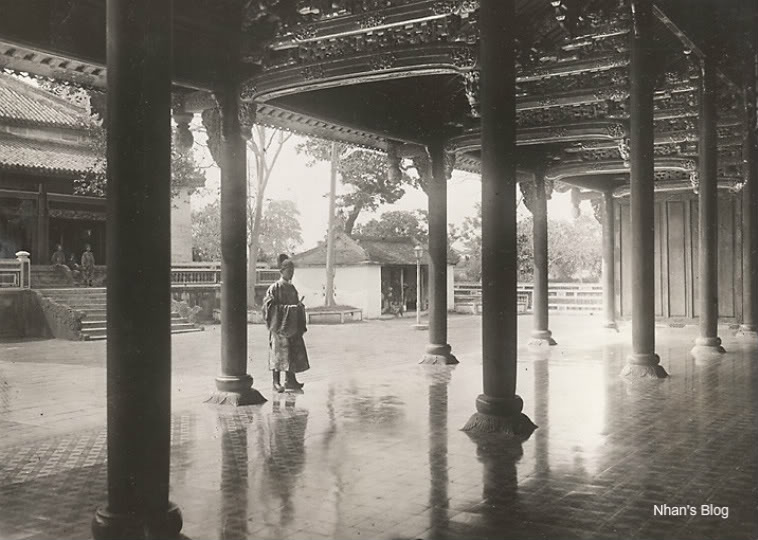
Bên trong Đại Cung môn. Công trình kết cấu bằng gỗ, mái lợp ngói lưu li. Bộ vì kèo theo phong cách đời Minh Mạng. Lối đi lát đá dẫn đến cổng. Ở bìa trái ảnh các quan đang bước xuống bậc thang đá rời Điện Thái Hòa

Đại Cung môn (chữ Hán: 大宮門)là cửa chính vào Tử Cấm Thành, có 5 gian (không chái) được làm năm 1833 thời Minh Mạng, gồm 3 cửa. Cửa ở gian chính giữa chỉ dành cho vua. Mặt sau hai bên có hai hành lang nối với Tả Vu, Hữu Vu. Công trình này và nhiều công trình khác trong Tử Cấm Thành đều bị phá hủy trong chiến tranh năm 1947 và 1968, hiện nay đang được Trung tâm Bảo Tồn Di Tích Huế cùng chuyên viên của Đại học Waseda nghiên cứu chuẩn bị cho phục dựng.
Sau Đại Cung Môn là sân bái mạng có đặt hai vạc đồng. Hai dãy hành lang hai bên dẫn đến Tả Vu và Hữu Vu. Đối diện Đại Cung Môn, qua sân bái mạng, là Điện Cần Chánh.
Tử Cấm thành có 7 cửa:
- Phía nam là Đại cung (Đại Cung môn) kết cấu hoàn toàn bằng gỗ, lợp ngói hoàng lưu ly;
- Phía đông là cửa Hưng Khánh môn và cửa Đông An môn, về sau lấp cửa Đông An, mở thêm cửa Duyệt Thị môn ở phía đông Duyệt Thị Đường, ở mặt này cũng mở thêm cửa Cấm Uyển môn nhưng rồi lại lấp;
- Phía tây là cửa Gia Tường môn và Tây An môn;
- Phía bắc là cửa Tường Loan môn và Nghi Phụng môn (trước năm 1821 mang tên Tường Lân), dưới thời Bảo Đại, sau khi xây lầu Ngự Tiền Văn phòng mở thêm cửa Văn phòng.

### Tả Vu và Hữu Vu

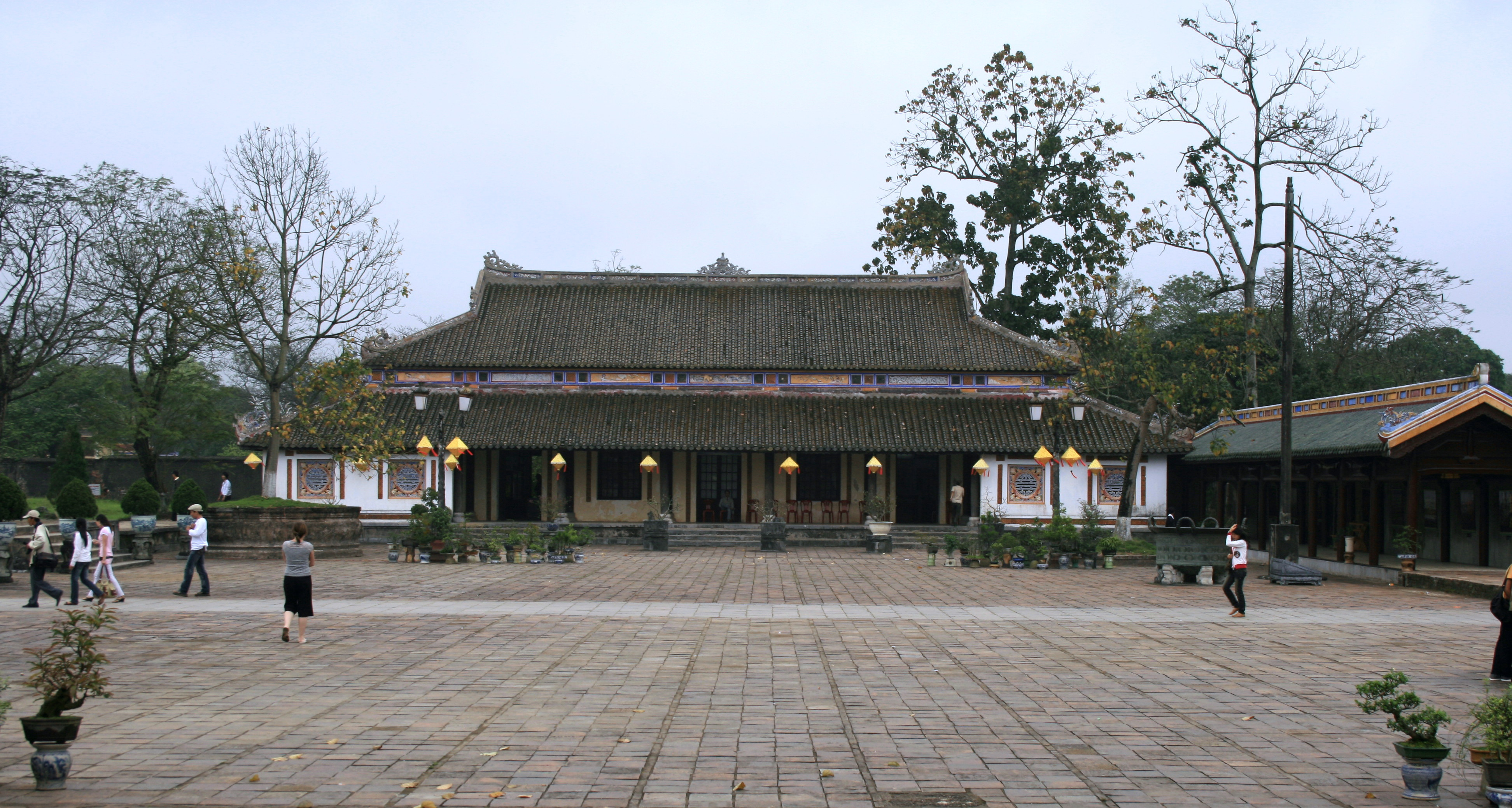
Tả Vu

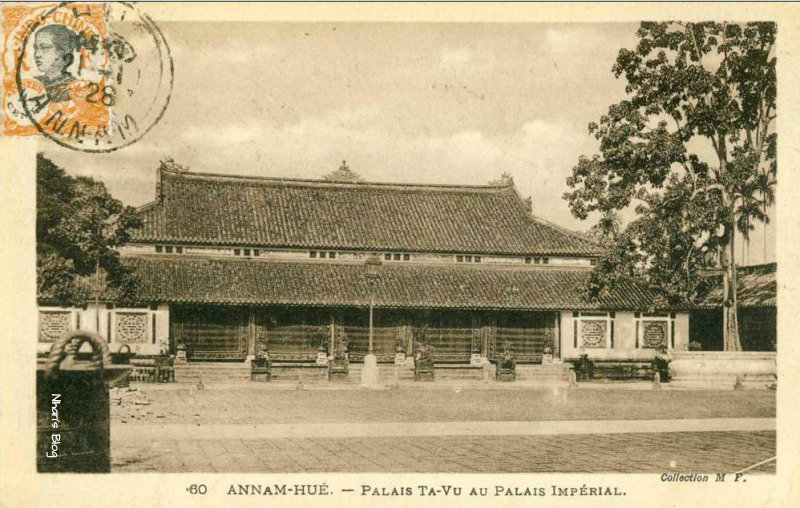
Hữu vu

Tả Vu (左廡) và Hữu Vu (右廡) là hai tòa nhà nằm đối xứng ngay phía trước điện Cần Chánh, được xây dựng vào đầu thế kỷ 19, và cải tạo vào năm 1899. Tả Vu nằm ngay phía trước bên trái điện Cần Chánh, còn Hữu Vu nằm ngay phía trước bên phải điện Cần Chánh.
Tả Vu là toà nhà dành cho các quan văn, còn Hữu Vu là toà nhà dành cho các quan võ; đây là nơi các quan chuẩn bị nghi thức trước khi thiết triều, nơi làm việc của cơ mật viện, nơi tổ chức thi đình và yến tiệc. Tả Vu và Hữu Vu là một trong số ít công trình trong Hoàng thành còn tồn tại sau chiến tranh. Hữu Vu ngày nay được trưng dụng, làm dịch vụ chụp ảnh cho du khách; còn Tả Vu được dùng làm nơi trưng bày một số hiện vật cung đình.

### Điện Cần Chánh

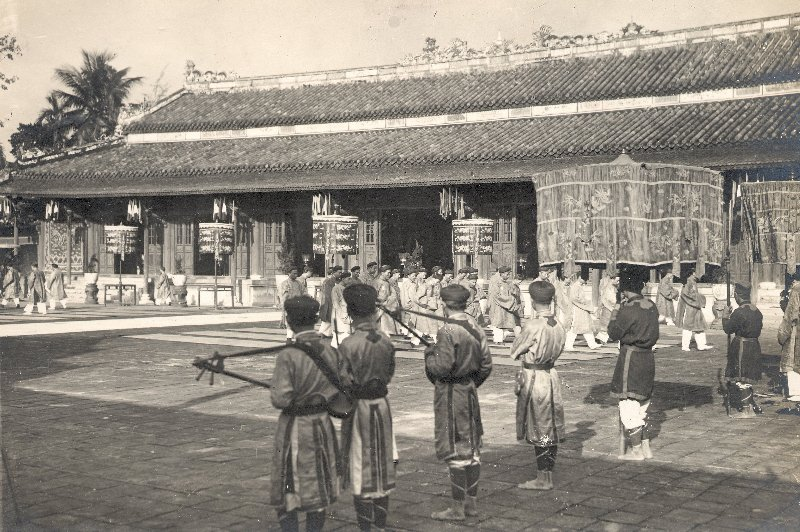
Điện Cần Chánh trong lễ đăng quang của vua Bảo Đại năm 1925.

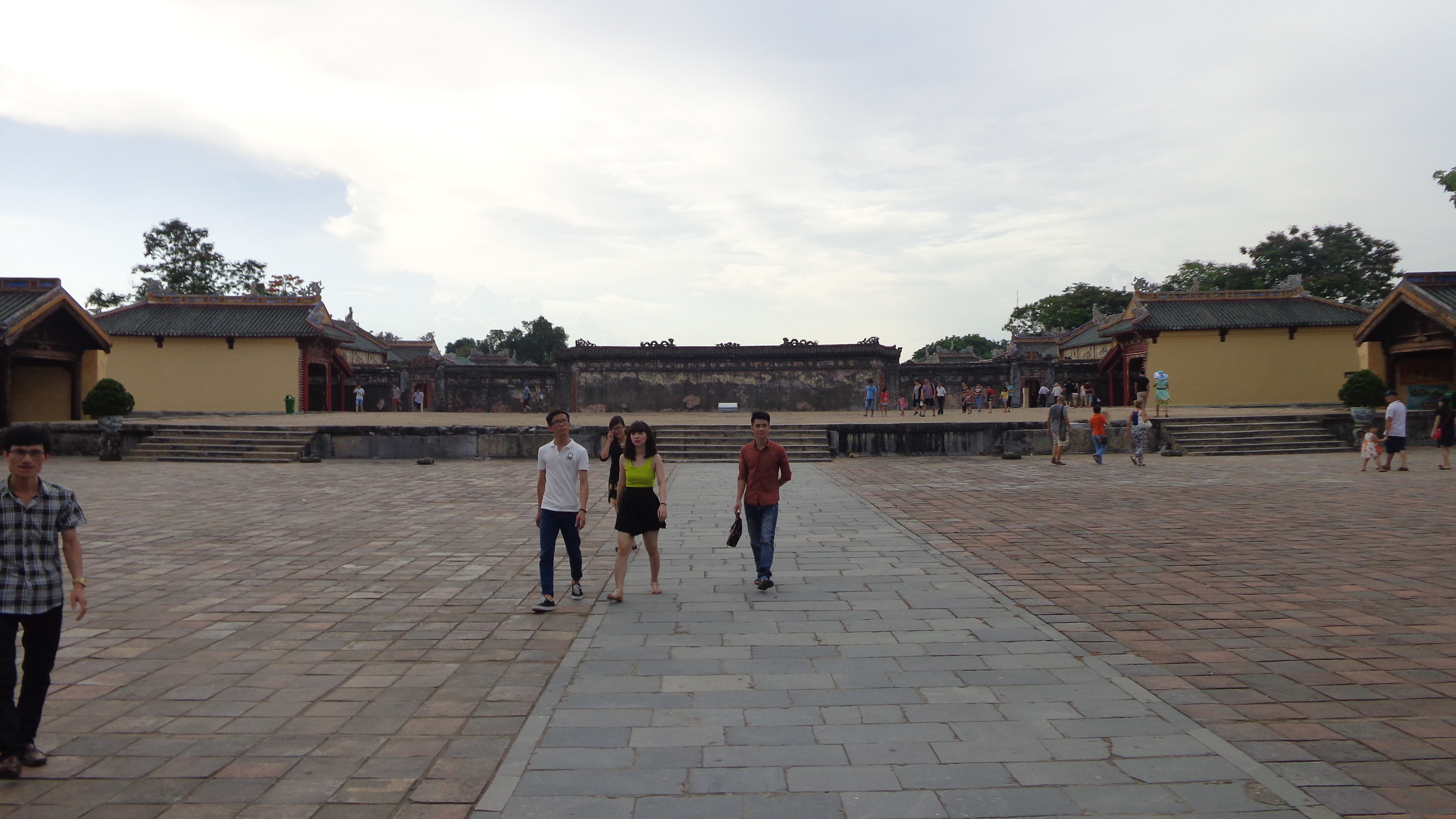
Nền điện Cần Chánh. Phía sau bức bình phong là khu vực điện Càn Thành

Điện Cần Chánh (chữ Hán: 勤政殿) là nơi vua thiết thường triều và xử lý chính vụ. Điện Cần Chánh nằm thẳng hàng với điện Thái Hòa theo trục Bắc - Nam, nằm phía sau Đại Cung môn, và phía trước điện Càn Thành.
Điện Cần Chánh được xây dựng năm Gia Long thứ 3 (1804). Vào các ngày 1 và 15 âm lịch, vua sẽ thiết đại triều ở điện Thái Hòa, còn các buổi thiết thường triều sẽ diễn ra ở điện Cần Chánh vào các ngày 5, 10, 20 và 25 âm lịch. Trước Điện Cần Chánh có Sân bái mạng, là nơi tập hợp văn võ bá quan khi chầu vua, dâng biểu. Phía trước bên trái và bên phải điện Cần Chánh là hai nhà Tả vu, Hữu vu đối xứng nhau. Tả vu, Hữu vu là nơi các quan chuẩn bị lễ phục trước khi chính thức ra sân làm lễ thiết thường triều. Tả Vu là nơi dành cho quan văn và Hữu Vu là nơi dành cho quan võ. Ngoài ra hai nhà Tả Vu, Hữu Vu còn có chức năng như là nơi tiếp khách.

Vua Khải Định đang ngự thiện ở điện Cần Chánh, trong lễ Tứ tuần đại khánh.

Điện có kết cấu gỗ lớn và đẹp nhất trong Tử Cấm thành. Nền đài cao gần 1m, bó vỉa bằng gạch vồ và đá thanh với diện tích mặt nền gần 1000m2. Chính điện có 5 gian, 2 chái kép; tiền điện 7 gian, 2 chái đơn, hai bên đông tây có 4 hồi lang mỗi bên 5 gian nối qua điện Văn Minh, Võ Hiển và qua Tả Vu, Hữu Vu. Bộ khung gỗ gồm 80 chiếc cột bằng gỗ lim . Phần lớn kết cấu bộ khung bên trên (như xuyên, trến, kèo, đòn tay, hệ thống con-xon, các liên ba...) đều được chạm trổ trang trí rất tinh xảo, công phu.
Điện Cần Chánh còn là nơi vua tiếp đón các sứ bộ quan trọng, nơi tổ chức các buổi tiệc tùng trong những dịp khánh hỷ. Trong điện, ở gian giữa của nhà chính đặt ngự tọa, hai bên treo các bức tranh gương thể hiện cảnh đẹp Kinh đô và bản đồ các tỉnh trong nước lồng trong khung kính. Điện Cần Chánh cũng là nơi trưng bày nhiều báu vật của triều Nguyễn như các đồ sứ quý hiếm của Trung Hoa, các hòm tượng bảo ấn bằng vàng và bằng ngọc của triều đại.
Ngôi điện này đã phá hủy hoàn toàn vào năm 1947. Hiện nay, Trung tâm Bảo tồn Di tích cố Đô Huế cùng với Đại học Waseda Nhật Bản đang triển khai thực hiện dự án phục nguyên điện Cần Chánh bằng nguồn vốn viện trợ không hoàn lại của Chính phủ Nhật Bản, với tổng kinh phí đầu tư hơn 10 triệu USD.

### Điện Càn Thành

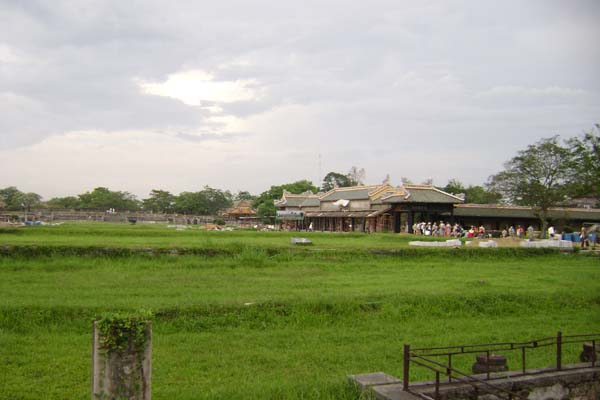
Điện Càn Thành đã bị phá hủy trong các năm 1947 và 1968, ngày nay chỉ còn lại nền móng.

Điện Càn Thành (chữ Hán: 乾成殿) là nơi ở chính thức của vua, trước năm 1811 có tên là điện Trung Hòa. Điện Càn Thành nằm trong Tử Cấm Thành, đây là tư cung của vua triều Nguyễn. Công trình này đã trở thành phế tích sau khi bị thiêu rụi vào năm 1947.
Điện Càn Thành là trung tâm của Tử Cấm Thành, nằm sau điện Cần Chánh, phía trước cung Khôn Thái - nơi từng là cung điện của Thừa Thiên Cao Hoàng hậu. Phía trước điện, bên phải có điện Trinh Minh và bên trái có điện Quang Minh.

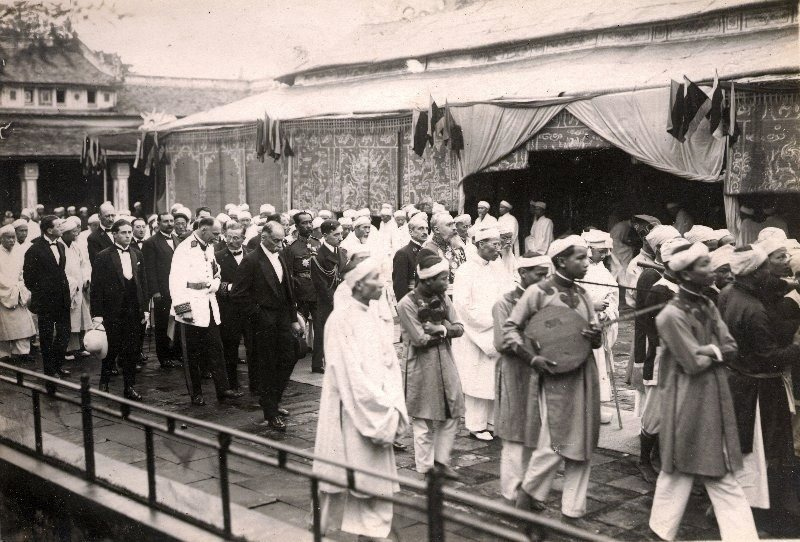
Sứ đoàn Pháp dự lễ tang vua Khải Định ở điện Càn Thành năm 1925.

Điện Càn Thành đặt trên nền cao 2 thước 3 tấc (gần 1m),được làm theo lối trùng thiềm điệp ốc gồm 3 tòa nhà ghép nối với nhau, chính điện 7 gian 2 chái kép, tiền điện và hậu điện đều 9 gian 2 chái đơn, nối với nhau bằng hai trần vỏ cua đỡ hai máng nước bằng đồng dài 50 m, mái lợp ngói lưu ly vàng và lắp cửa kính. Hành lang vòng hai bên điện nối với điện Cần Chánh ở phía Nam và điện Cao Minh Trung Chính ở phía Bắc, hành lang bên hữu nối ra cung Diên Thọ.

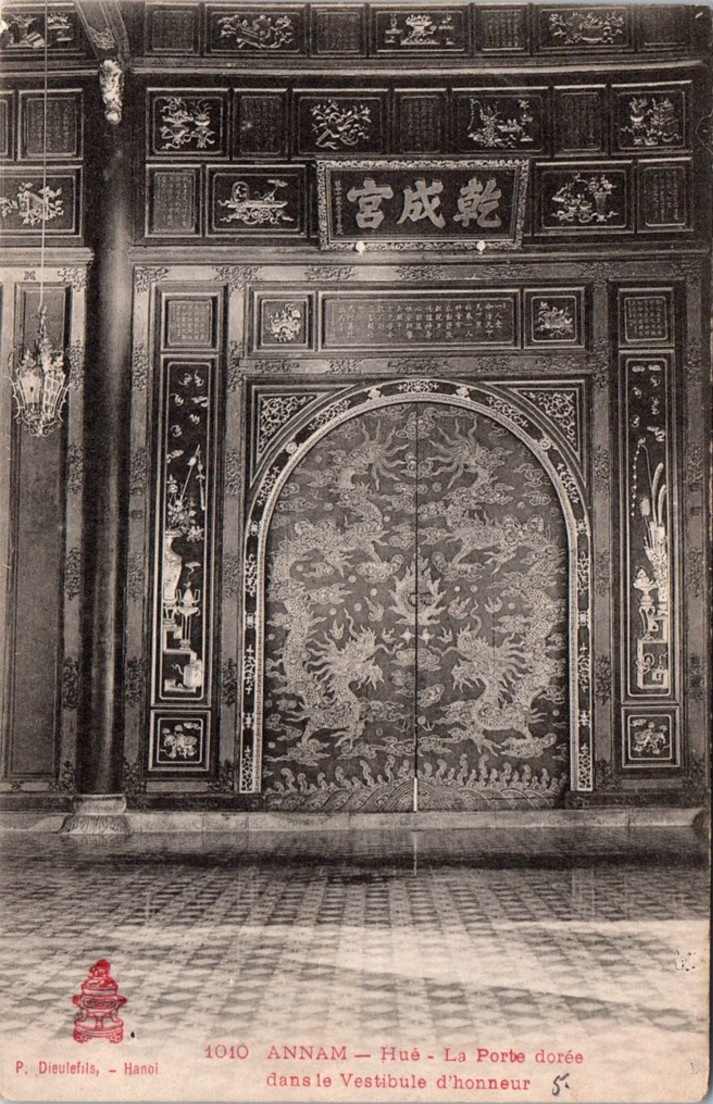
Cửa Càn Thành cung, lối ở giữa chỉ dành riêng cho vua. Các ô hộc trang trí các đề tài cổ điển như bát bửu xen lẫn với thơ văn, sơn son thếp vàng lộng lẫy.

Phía sau bên phải của điện Càn Thành là viện Thuận Huy, phía sau bên trái là điện Dưỡng Tâm.
Bên trái điện Càn Thành là một vườn ngự uyển, trong đó có điện Minh Thận (chữ Hán: 明慎殿, về sau trở thành lầu Nhật Thành), hồ Quang Văn...đều được xây dựng năm Thiệu Trị thứ nhất và bị triệt giải vào triều vua Thành Thái. Trước điện Càn Thành có một sân rộng, giữa có đường dũng đạo lát đá, trước sân có một ao sen với hòn non bộ và một tấm bình phong.

### Cung Khôn Thái
Cung Khôn Thái (chữ Hán: 坤泰宮) nằm ngay phía sau điện Càn Thành. Cung này là nơi ở cho các bà Hoàng hậu, Hoàng Quý phi triều Nguyễn.
Cung có một chính điện là điện Cao Minh Trung Chính(chữ Hán: 高明中政殿), lập vào năm Gia Long thứ ba (1804). Chính tịch 7 gian, tiền tịch, hậu tịch đều 9 gian, diện làm theo kiểu "trùng thiềm trừng lương", lợp ngói âm dương.
Phía đông của điện Cao Minh Trung Chính có Viện Tịnh Quan - một nhà hát để phục vụ riêng cho vua và hoàng phi xem. Vua Thành Thái là người thường xem diễn tuồng nơi đây, vua không chỉ là người đánh trống chầu giỏi mà đôi lần, vua còn lên sân khấu để diễn tuồng với vai "Thạch Giải" (tuồng Xảo Tống).
Tuy nhiên, cung Khôn Thái đã bị triệt giải vào thời Khải Định, chỉ còn là dãy hành lang lợp ngói nối điện Dưỡng Tâm và viện Thuận Huy, và hai nhà phương đình tức điện Kiến Trung.

### Điện Kiến Trung

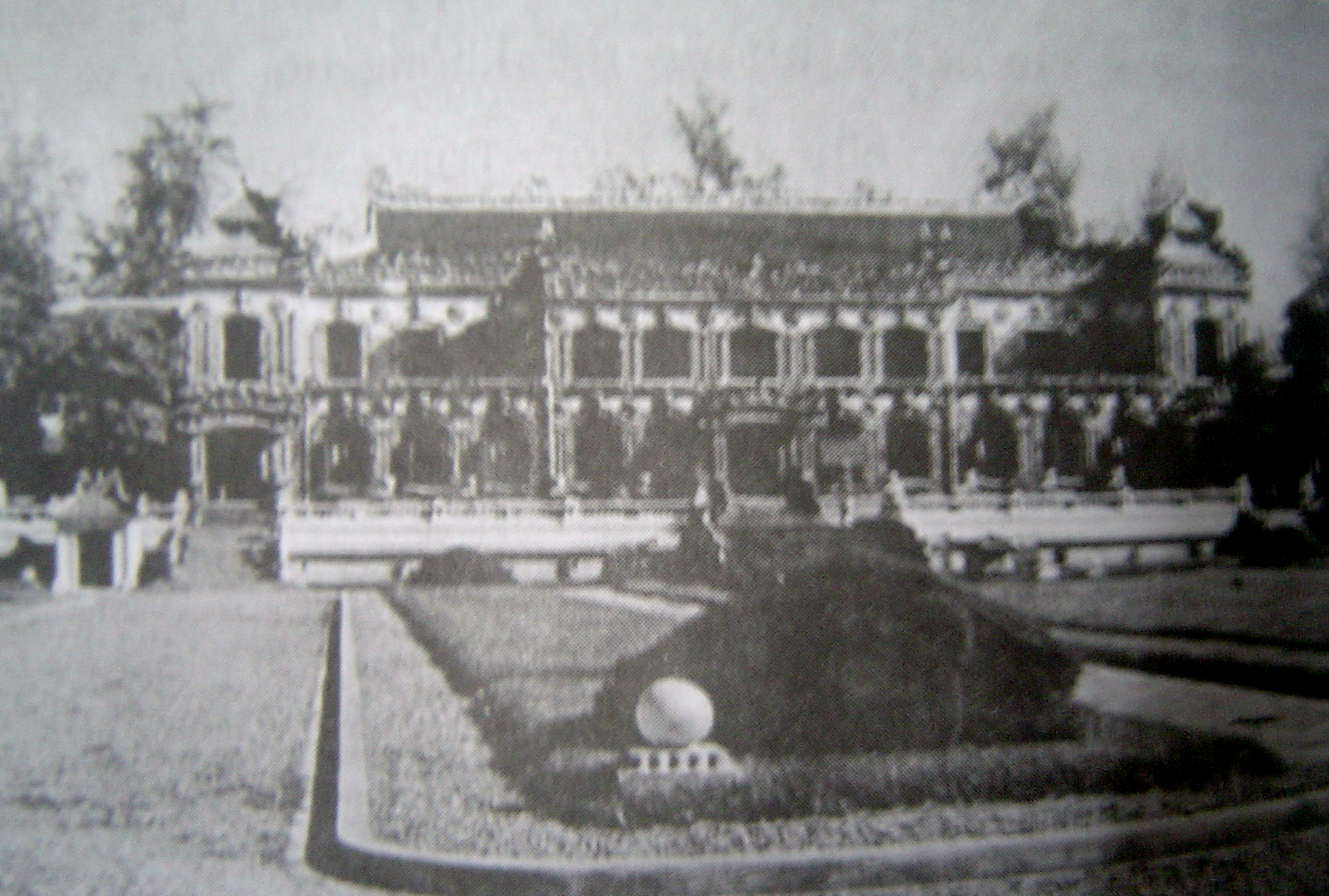
Điện Kiến Trung năm 1930. Năm 1947 điện Kiến Trung cùng nhiều công trình khác trong Tử Cấm Thành bị thiêu rụi.

Điện Kiến Trung (chữ Hán: 建忠殿) hay Lầu Kiến Trung, là một cung điện của nhà Nguyễn trong Tử Cấm thành được vua Khải Định cho xây vào năm 1921-1923 cùng thời gian với việc xây lăng để làm nơi sinh hoạt của vua trong hoàng cung.
Điện Kiến Trung nằm trên mảnh đất sau cuối của Tử Cấm thành, Đại nội Huế, ngay phía sau cung Khôn Thái. Dưới thời vua Minh Mạng, nơi đây có một công trình mang tên là lầu Minh Viễn (chữ Hán: 明遠樓; tồn tại từ 1827-1876). Đến thời vua Duy Tân, công trình được kiến tạo và mang tên lầu Du Cửu (1913-1916). Kiến Trung là tên được vua Khải Định đặt từ năm 1916. Năm 1921, Điện Kiến Trung được vua Khải Định xây dựng và giữ nguyên dưới thời vua Bảo Đại. Đây là nơi chứng kiến cuộc thương thảo lịch sử giữa chính quyền cách mạng lâm thời Việt Nam năm 1945 với hoàng đế Bảo Đại, dẫn đến việc vị vua này thống nhất "nhường ngôi" cho Việt Minh. Theo các chuyên gia về kiến trúc, ngôi điện này có đầy đủ những đặc điểm của một công trình phong cách Đông Dương kết hợp giữa Á và Âu.
Trong Chiến tranh Việt Nam, điện Kiến Trung đã bị tàn phá hoàn toàn, chỉ còn lại nền móng tam cấp. Năm 2018, điện Kiến Trung được khởi công phục dựng với tổng chi phí 123 tỷ đồng. Đến tháng 1 năm 2024 điện Kiến Trung được khánh thành, trả lại cho Kinh Thành dáng dấp của một tòa cung điện lộng lẫy, nguy nga từng là nơi ở của hai vị Hoàng Đế cuối cùng của triều Nguyễn..
Điện Võ Hiển
Điện Võ Hiển (Chữ Hán: 武顯殿) là một ngôi điện nằm trong Tử Cấm Thành, bên phải của điện Cần Chánh, cạnh Hữu Vu. Võ Hiển Điện là nơi làm việc của các quan võ, phụ trách mưu lược về quân sự. Đặc biệt vua Kiến Phúc đã chọn điện Võ Hiển làm nhà Kinh Diên.

### Điện Văn Minh
Điện Văn Minh (Chữ Hán: 文明殿) là một ngôi điện nằm trong Tử Cấm Thành, bên trái của điện Cần Chánh, cạnh Tả Vu. Văn Minh Điện là nơi làm việc của các quan văn, phụ trách chung các chính sách của nhà nước. Các vua Thành Thái, Duy Tân và Khải Định chọn điện Văn Minh làm nhà Kinh Diên và là nơi coi thường triều (chỉ khi có việc trọng đại vua mới ngự ở điện Cần Chánh).

### Điện Trinh Minh

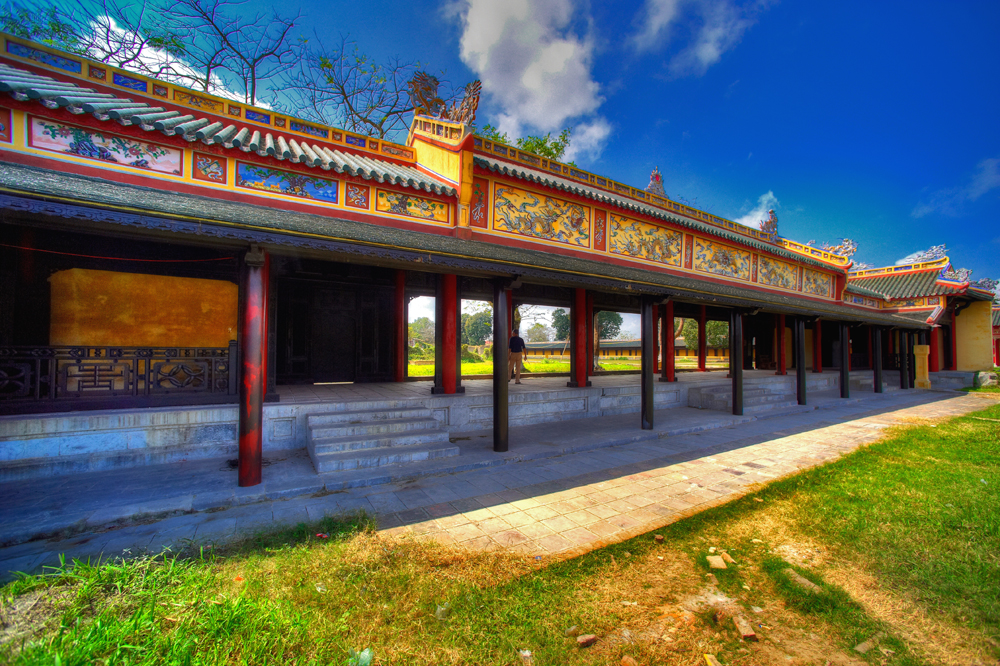
Trường lang trong Tử Cấm Thành, khu vực phía trước điện Trinh Minh.

Điện Trinh Minh (Chữ Hán: 貞明殿) là một ngôi điện nằm trong Tử Cấm thành, phía trước bên phải của điện Càn Thành.
Điện Trinh Minh xây về hướng Tây, làm năm Gia Long thứ  9 (1811), là nơi dành cho bà tước Nhất và nhị giai phi.

### Điện Quang Minh
Điện Quang Minh (Chữ Hán: 光明殿) là một ngôi điện nằm trong Tử Cấm Thành, phía trước bên trái của điện Càn Thành, trước kia là chỗ ở của Đông cung hoàng tử.

### Điện Dưỡng Tâm

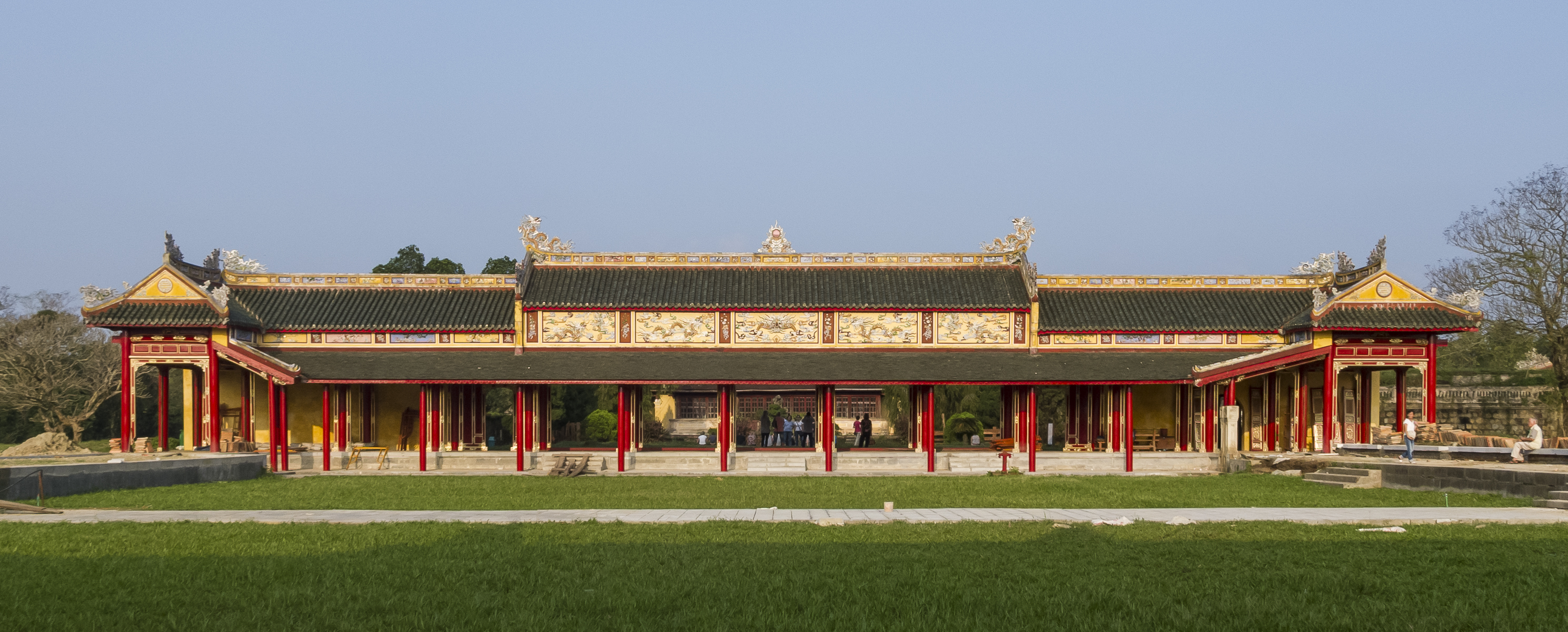
Trường lang trong Tử Cấm Thành, khu vực phía trước điện Dưỡng Tâm.

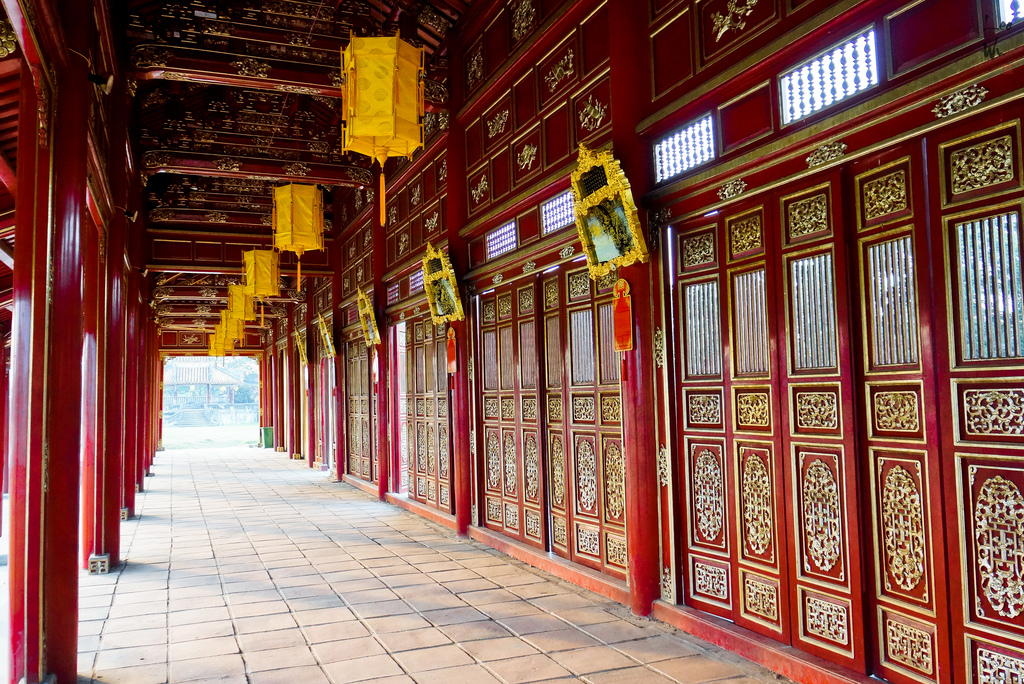
Trường lang bên trong Tử Cấm Thành, khu vực phía trước điện Dưỡng Tâm.

Viện Dưỡng Tâm (Chữ Hán: 養心院) hay Điện Dưỡng Tâm (Chữ Hán: 養心殿) là một ngôi điện nằm trong Tử Cấm Thành, phía trước bên trái của cung Khôn Thái, cạnh Thái Bình lâu.
Viện Dưỡng Tâm được xây dựng năm Gia Long thứ 9 (1810) xây về hướng Đông là nơi vua đến nghỉ ngơi xem sách những khi nhàn rỗi.

### Thái Bình Lâu

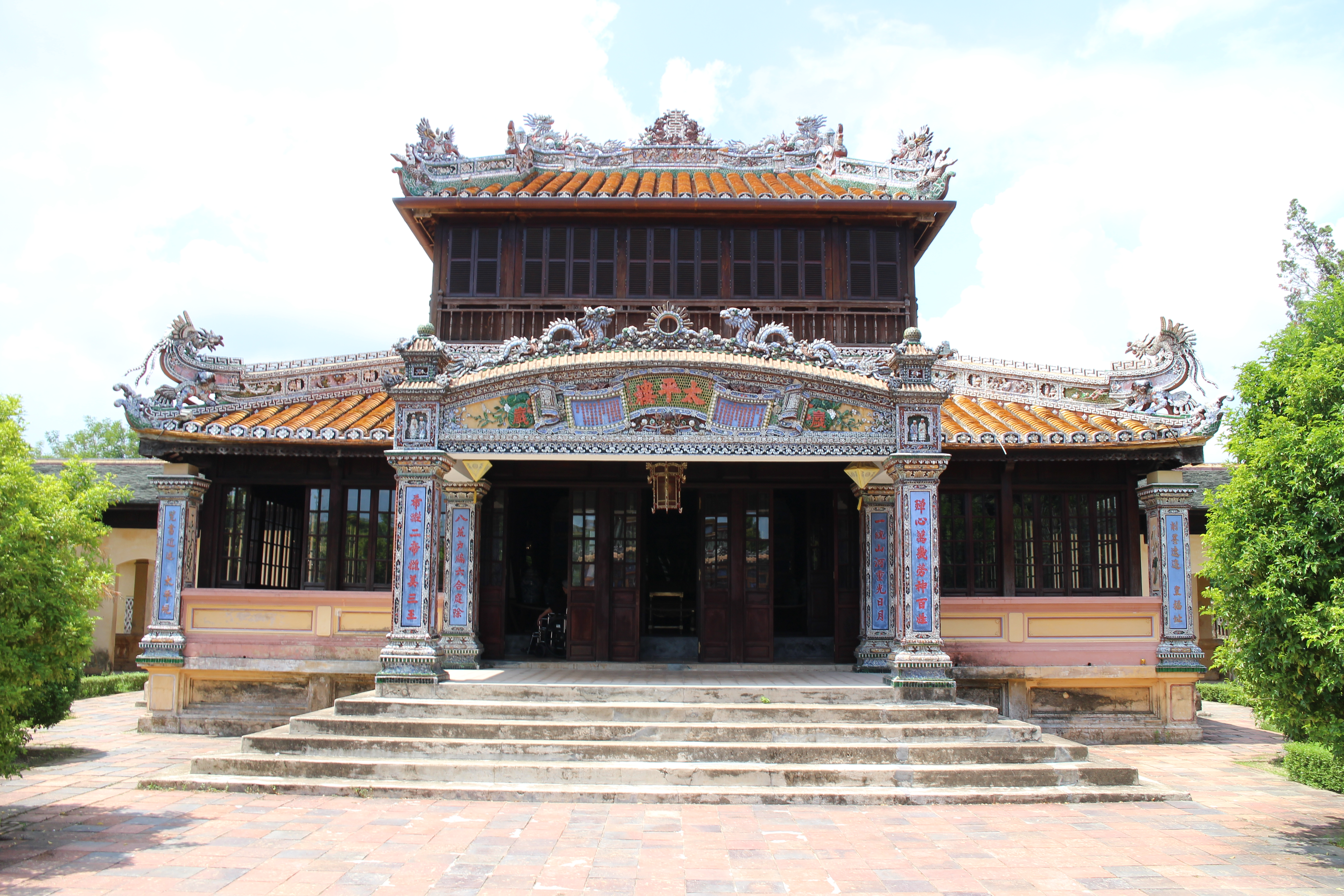
Thái Bình Lâu, nơi vua đọc sách, làm thơ

Thái Bình lâu (chữ Hán: 太平樓) là nơi vua đọc sách, làm thơ. Đây là một kiến trúc hai tầng bằng gỗ nằm giữa một khuôn viên hình chữ nhật rộng 32m, dài 58m. Công trình được vua Khải Định ra lệnh xây dựng vào năm 1919, đến năm 1921 thì hoàn thành, để nhà vua làm chỗ nghỉ ngơi, đọc sách...Thái Bình lâu được trùng tu vào những năm 1990-1991.
Thái Bình Lâu là một tòa nhà kép, gồm tiền sảnh, chính doanh, hậu doanh nối liền nhau bằng hai máng thoát nước. Mặt nền cao hơn đất 1m, mặt trước là bốn cột xây bằng gạch trát vữa. Phía trước có 3 chữ Thái Bình lâu và hai bên là hai bài văn do vua Khải Định ngự chế.
Sau tiền sảnh là chính doanh. Đây là một ngôi nhà 2 tầng cao 9.55m, mái được lợp bằng ngói âm dương tráng men vàng với nhiều trang trí rất đẹp và lộng lẫy như hình những con dơi tượng trưng cho Ngũ Phúc và hai bờ nóc đắp nổi hai hình hồi long đầy uy lực.
Hậu doanh có 3 gian, 2 chái, mái lợp ngói liệt, hai đầu hồi có đắp nổi đề tài Hải ốc thiêm trù với hình ảnh ba ông già chúc thọ cho nhau.
Nhìn chung, nổi bật nhất ở đây là nghệ thuật hoa viên và khảm sánh sứ .

### Nhật Thành Lâu

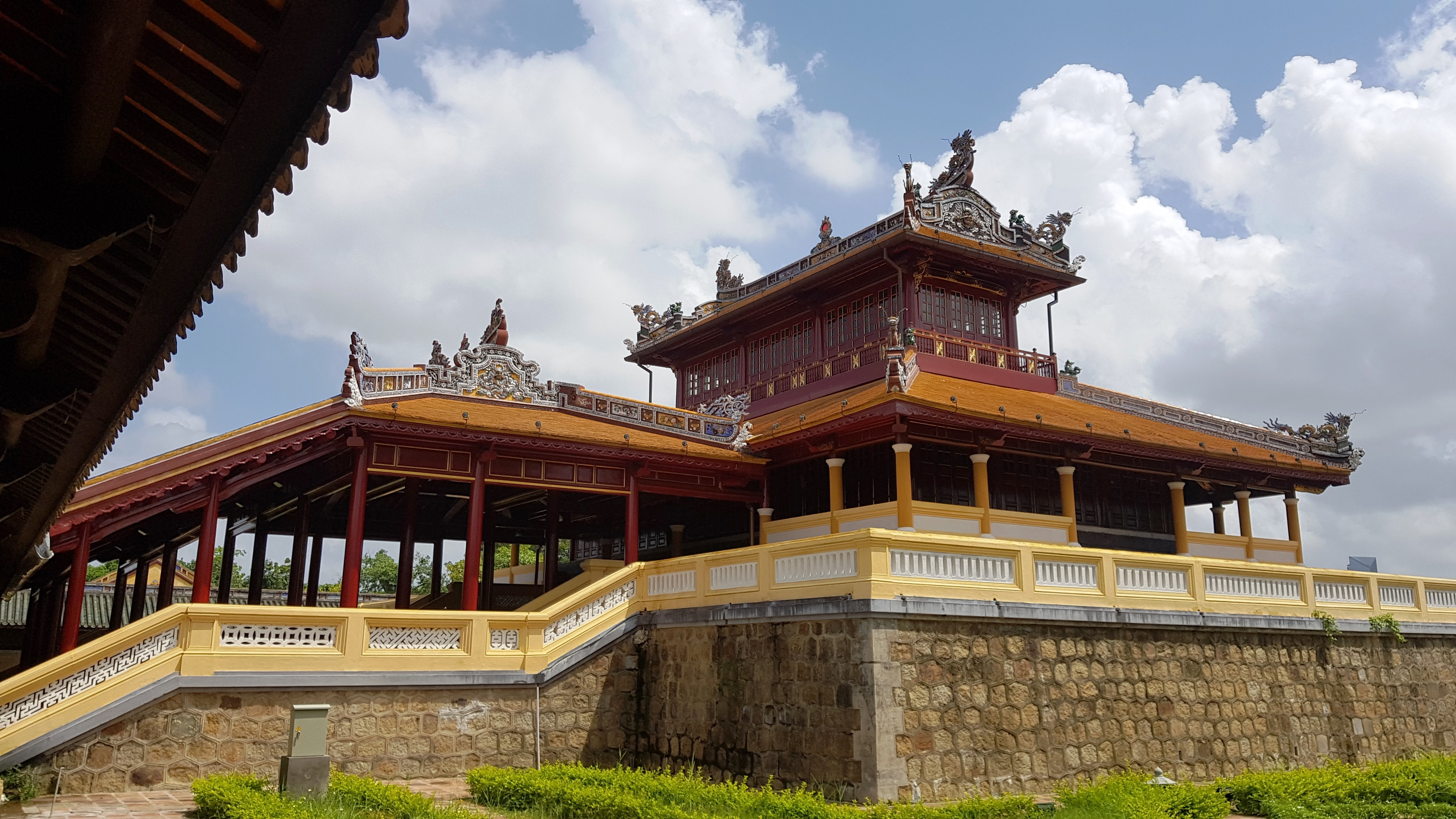
Nhật Thành lâu sau khi phục dựng.

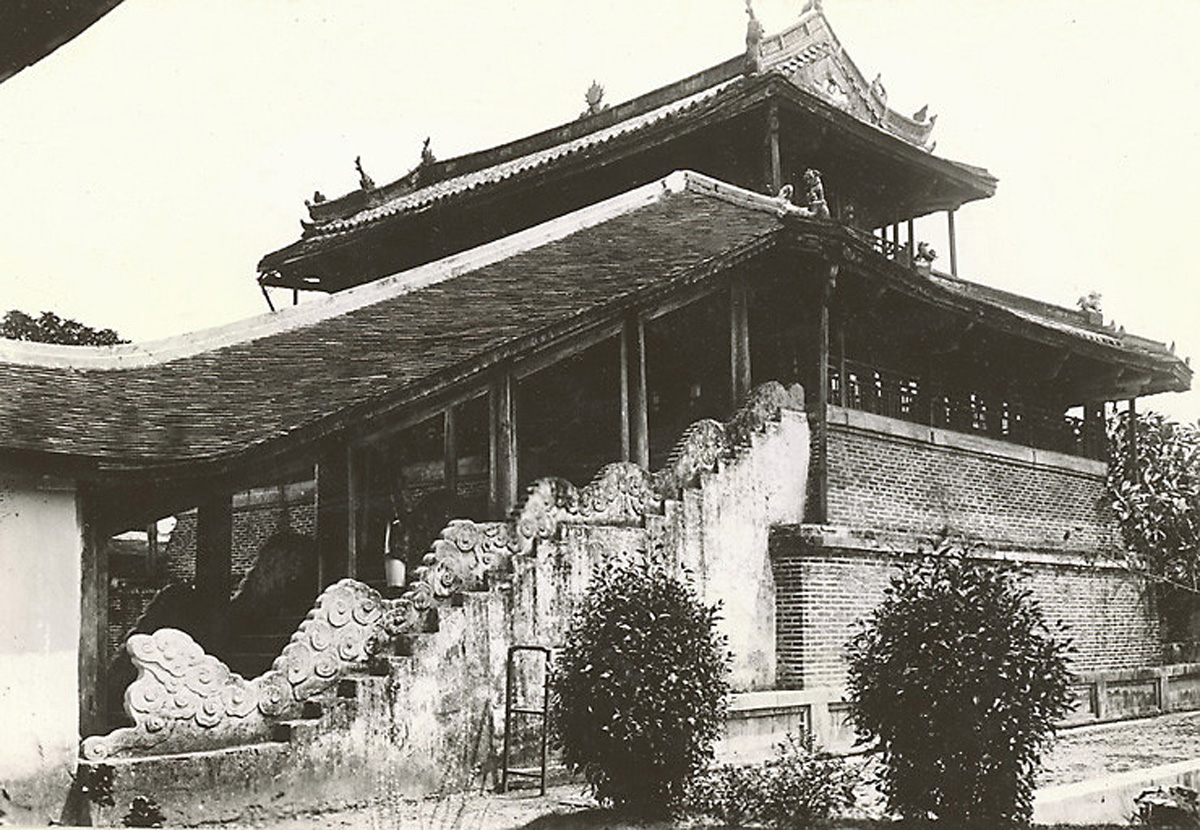
Nhật Thành lâu thời Khải Định.

Nhật Thành lâu (chữ Hán: 日成樓) Nhật Thành Lâu là kiến trúc lầu hai tầng nằm ở phía đông điện Càn Thành, phía nam Thái Bình lâu. Trước đây là vị trí của điện Minh Thận. Theo một số tác giả, ngôi lầu nầy là Phật điện của vua trong Tử Cấm Thành. Lối lên lầu cũng được làm hành lang che. Nhật Thành lâu bị tàn phá trong các năm 1947 và 1968, chỉ còn lại nền lầu. Năm 2018, lầu đã được phục dựng lại trên nền cũ.

### Duyệt Thị đường

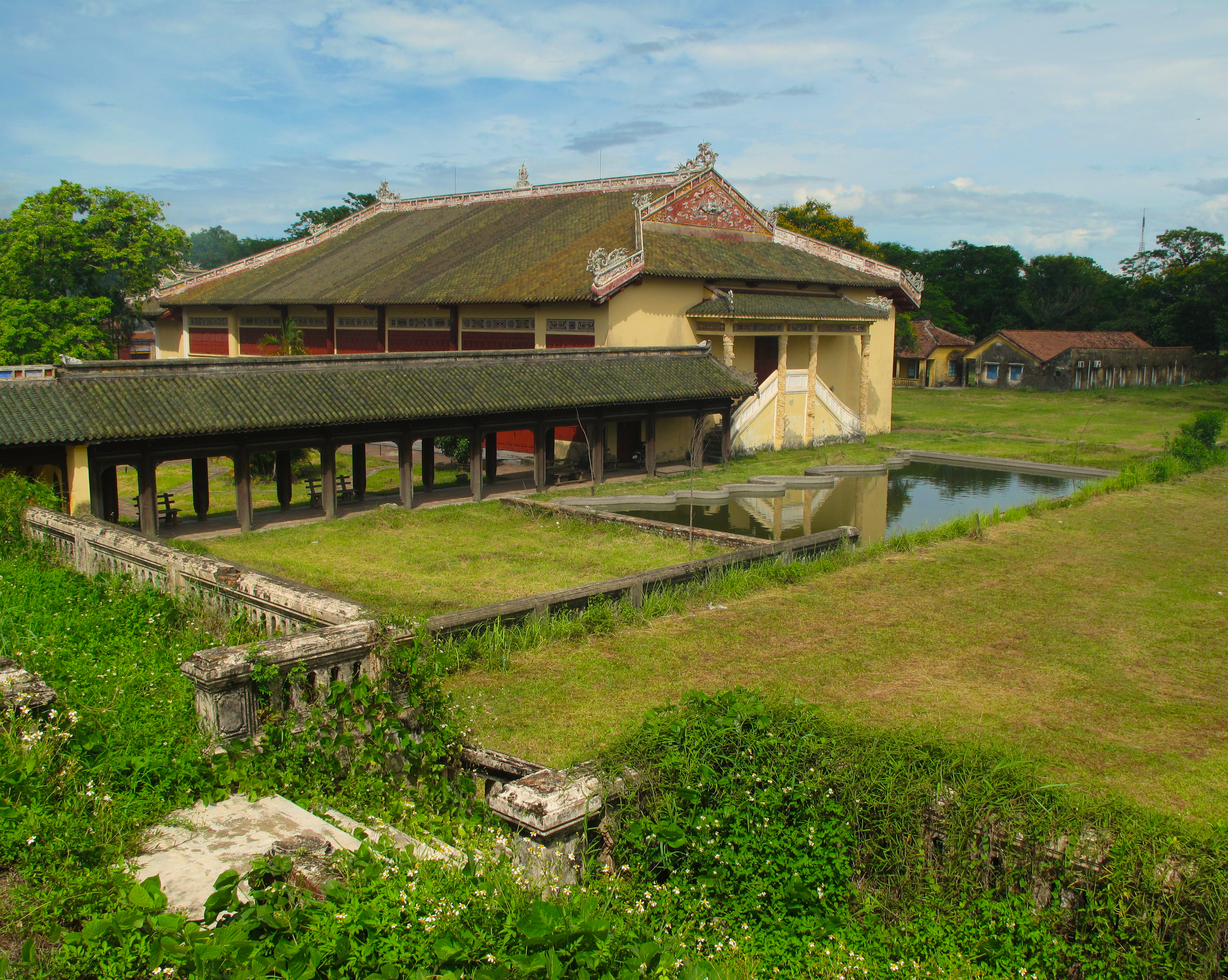
Nhà hát Duyệt Thị đường. Đây là nhà hát cổ nhất Việt Nam.

Duyệt Thị đường (chữ Hán: 閲是堂) là một nhà hát hoàng gia dành cho vua, hoàng thân quốc thích, các quan đại thần và là nơi biểu diễn các vở tuồng dành cho quan khách, sứ thần thưởng thức. Tuồng biểu diễn trong Duyệt Thị đường là các vở tuồng cung đình. Đây được xem là nhà hát cổ nhất của ngành sân khấu Việt Nam. Sân khấu chính làm nơi biểu diễn ở giữa nhà hát, vị trí tốt nhất dành cho vua ngồi là ở vị trí lầu hai, phía trước hai bên vòm có treo hai câu đối bằng chữ Hán của vua Minh Mạng:
| “               | Âm nhạc tinh trần hòa kỳ tâm dĩ dưỡng kỳ chí Nghiên xuy tề hiến thủ kỳ thị nhi giới kỳ phi. | ” |
| — vua Minh Mạng |                                                                                             |   |

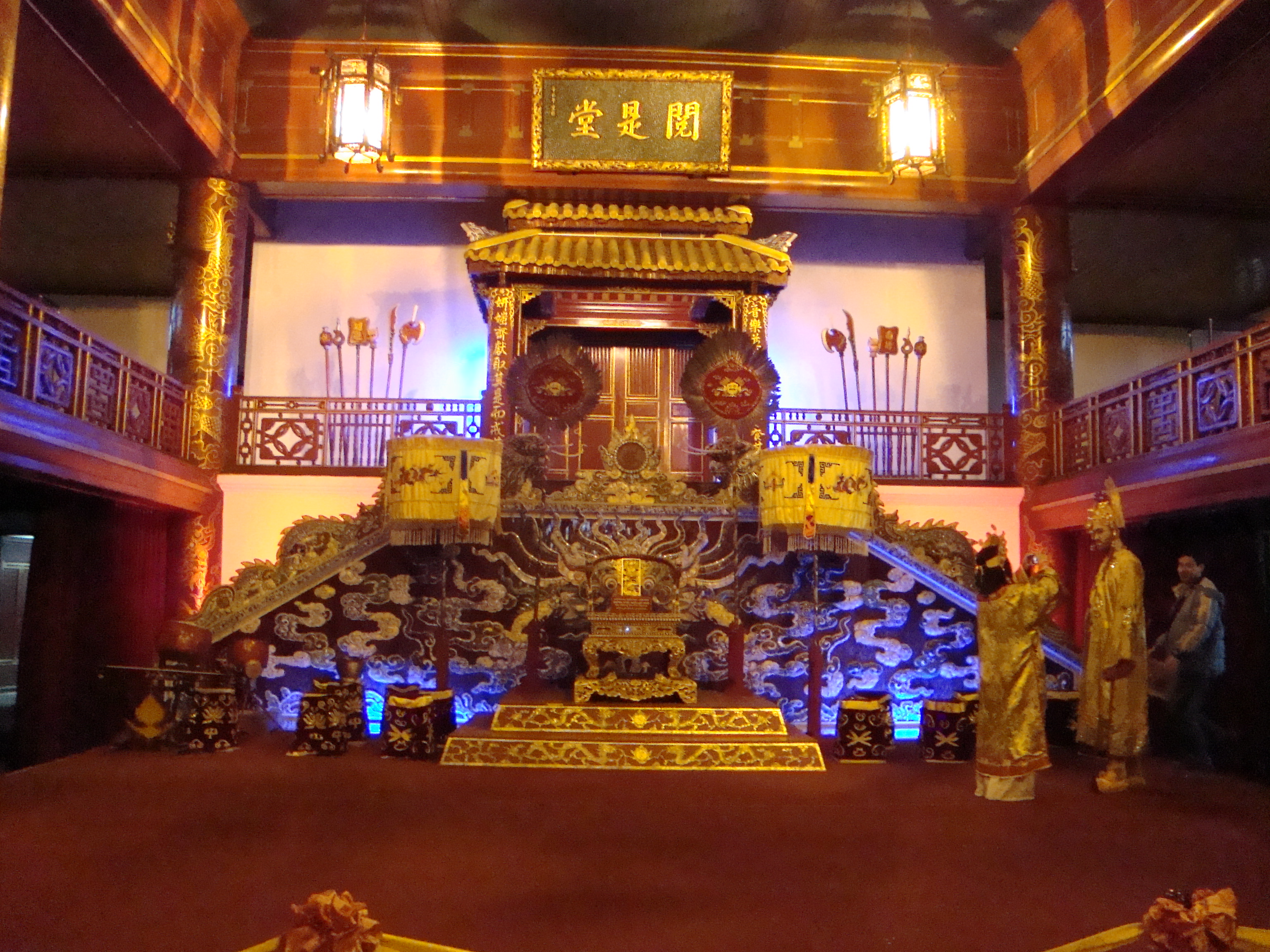
Sân khấu chính của Duyệt Thị đường

Đây còn là nơi tổ chức các buổi lễ hội đặc biệt như dịp tứ tuần các vua Minh Mạng, Tự Đức, Đồng Khánh, Khải Định.... Đối tượng được tham dự là các quan văn võ, các hoàng tử, hoàng đệ... Năm 1833, triều đình nhà Nguyễn đã cho tổ chức đúc tiền "Minh Mạng phi long" ngay tại địa điểm này.
Nhà hát Duyệt Thị đường được xây dựng năm Minh Mạng thứ 5 (1824-1826) nằm ở góc đông nam bên trong Tử Cấm thành trên nền cũ của nhà hát Thanh Phong Đường (1805).
Duyệt Thị đường có tổng diện tích 11.740 m². Diện tích xây dựng nhà hát 1.182 m². Toàn bộ khuôn viên nhà hát trước đây được dùng để trồng các loại cây thuốc Nam quý hiếm. Bên cạnh Duyệt thị đường là Ngự Y viện (御醫院) và Thượng Thiện sở (尚膳所), nơi bào chế ngự dược và chuẩn bị thức ăn cho vua.
Nhà hát được chống đỡ bởi hai hàng cột lim sơn son có chiều cao 12 m, vẽ rồng ẩn mây cuốn chung quanh chia làm 2 tầng. Ở lưng chừng mỗi cột treo thêm một bức tranh sơn thủy vẽ cảnh Huế với khung chạm rồng nổi thiếp vàng. Trên cao hơn, mặt trời, mặt trăng, tinh tú tượng trưng cho vũ trụ được vẽ hoặc chạm nổi lên trần nhà màu xanh lơ. Tòa nhà nối liền với các cung điện của nhà vua và các bà hoàng bằng một dãy hành lang có mái khúc khuỷu, quanh co.

### Điện Đông Các
Điện Đông Các (chữ Hán: 東閣殿) nằm ở góc Đông Nam trong tử cấm thành, phía sau Tả Vu, phía Nam của Duyệt Thị đường. Là nơi làm việc của nhóm vị đại thần Đông các điện đại học sĩ. Công trình này còn được gọi là Thư viện Nội Các, được xây dựng năm Minh Mạng thứ 6 (1826).
Đông Các còn là thư viện của triều đình, nơi lưu trữ các châu bản, sách ngự lảm, ngự chế...
Đông các điện Đại học sĩ là người mang trách nhiệm dạy dỗ con vua và cố vấn cho vua trong những lĩnh vực như văn hóa, giáo dục.
Năm 1933, vua Bảo Đại cho thiết lập Ngự Tiền Văn Phòng ở góc Đông Bắc trong Tử Cấm Thành, bên trái điện Kiến Trung, thay thế chức năng cho Thư viện Nội Các. Từ đây, điện Đông Các bị bỏ hoang, đến năm 1947, điện Đông Các bị phá hủy cùng nhiều công trình trong hoàng thành.

### Lầu Ngự Tiền Văn Phòng
Ngự Tiền Văn Phòng (chữ Hán: 御前文房) là kiến trúc được xây dựng muộn nhất trong Tử Cấm Thành. Lầu Ngự Tiền Văn Phòng được xây dựng vào khoảng năm 1932, thời điểm vua Bảo Đại về nước chấp chính sau thời gian du học tại Pháp.
Lầu là nơi làm việc của Ngự Tiền Văn Phòng, cơ quan thay thế cho Nội Các từ thời vua Minh Mạng. Lầu nằm ở bên trái điện Kiến Trung. Phía trước lầu Ngự Tiền Văn Phòng trước tòa nhà là vườn Thiệu Phương viên cùng một hệ thống mương nước thông ra hồ Ngọc Dịch.

### Vườn Thiệu Phương
Thiệu Phương viên (chữ Hán: 紹芳園) là vườn ngự uyển hoàng gia nhà Nguyễn nằm trong Tử Cấm Thành. Thiệu Phương viên là một trong 4 Ngự uyển trong Hoàng thành, gồm Thiệu Phương Viên, Ngự Viên, Cơ Hạ Viên, Doanh Châu. Vườn được xây dựng từ năm 1828, thời Minh Mạng, ở phía đông, bên trong cửa Hưng Khánh, thuộc Tử Cấm Thành. 
Dưới thời vua Thiệu Trị, vườn Thiệu Phương được vua xếp làm "đệ nhị cảnh"- thắng cảnh thứ hai trong "Thần kinh thập nhị cảnh" gắn liền với bài thơ Vĩnh Thiệu Phương Văn nổi tiếng:
| “                                       | Vườn rộng mênh mông thắm sắc hoa, Bao năm hương ngát gió đưa xa. Lan vươn dáng khỏe, sen tròn trịa, Cúc nép thân thon, mai mặn mà. Ngoài cảnh cỏ cây xuân nắng gội, Trong nhà sách vở đạo hòa ca. Xét suy thời thế nên chăm học, Thuật tác, thi thư phải trải qua. | ” |
| — Vĩnh Thiệu Phương Văn - vua Thiệu Trị | |   |

Bức tranh gương vẽ Thiệu Phương viên với kiến trúc Vạn tự hồi lang.

Vườn nổi tiếng với kiểu cấu trúc Vạn tự hồi lang, tức có hành lang uốn khúc hình chữ VẠN (卍) nằm ở trung tâm chạy ra 4 phía. Tại 4 góc của hồi lang này có 4 công trình kiến trúc nhỏ, gồm 2 đường và 2 hiên.
Phía nam vườn là khu Duyệt Thị đường; phía bắc - qua hồ Ngọc Dịch là Ngự Viên; phía tây là Thanh Hạ Thư Lâu (tức Thái Bình Lâu) và phía đông là bờ tường phía đông của Tử Cấm thành. Quanh vườn có tường gạch bao bọc, cửa chính mở về phía nam. 
Nhà ở góc tây nam gọi là Di Nhiên đường, quay mặt về hướng nam, bên phải của nhà này là cửa Di Nhiên, xây mặt hướng đông. Hiên ở góc đông nam gọi là Vĩnh Phương hiên, mặt quay về hướng đông, bên tây của hiên này có chiếc hồ nhỏ, gọi là Tiểu Hữu thiên bên phải hiên là cửa vườn Thiệu Phương, hướng nam.
Nhà ở góc đông bắc mang tên Cẩm Xuân đường, quay mặt về hướng bắc, trước nhà có cửa phường Cẩm Xuân bên phải nhà là cửa Cẩm Xuân, đều xây về hướng bắc, phía đông Cẩm Xuân đường, thuộc về trường lang men theo tường Cung thành có cửa Cấm Uyển, hiên ở góc tây bắc có tên là Hàm Xuân hiên, mặt quay về hướng tây.
Trong vườn, ở phía tây của Vạn Tự Hồi Lang, có hai lạch nước đều mang tên là Ngự Câu, thông với hồ Ngọc Dịch ở phía bắc bằng đường cống. Trên bờ phía đông của lạch có đắp một hòn núi nhỏ, tên gọi là Trích Thúy sơn.